# Saison 2017-2018 du Chelsea FC
Maillots
Chronologie
Saison précédente Saison suivante
La saison 2017-2018 du Chelsea FC est la 26e saison du club en Premier League et 112e année d'existence en tant que club de football. La saison se déroule du 1 juillet 2017 jusqu'au 30 juin 2018.
La saison était la première depuis 1997-1998 sans l'ancien capitaine du club John Terry après son départ pour Aston Villa sur un transfert gratuit après 22 ans avec le club. Chelsea est revenu en Ligue des champions de l'UEFA après une seule saison d'absence et est entré dans la saison de Premier League en tant que champion en titre. La saison était également la première de Chelsea dans le cadre du nouveau contrat avec Nike, le contrat commercial le plus lucratif de l'histoire du club.

## Résumé de la saison

### Mai
Le 22 mai 2017, il a été annoncé que Juan Cuadrado rejoint la Juventus dans le cadre d'un accord permanent pour des frais de transfert prédéfinis de 17,3 millions de livres sterling après le déclenchement d'une clause de son contrat de prêt. Ensuite, il a signé un contrat avec les champions de Serie A jusqu'en 2020.
Le 24 mai, le club de Premier League nouvellement promu Newcastle United a activé la clause d'option d'achat dans le contrat de prêt de Christian Atsu de la saison 2016-2017 en achetant le joueur pour un montant de 6,2 millions de livres sterling,.
Le 30 mai 2017, Asmir Begović a signé pour le club AFC Bournemouth de Premier League sur un contrat à long terme après que Bournemouth ait acheté le joueur pour des frais de transfert non divulgués qui seraient proches de 10 millions de livres sterling.

### Juin
Il était en sélection avec la Belgique, Eden Hazard s'est fracturé la cheville droite et ne jouera pas pendant trois mois et manque le début de la saison 2017-2018.
Le 26 juin, l'international du Burkina Faso Bertrand Traoré a rejoint le club français Olympique Lyonnais pour un montant de transfert de 8,8 millions de livres sterling avec des bonus,. Traoré a signé un contrat de cinq ans avec Lyon et avec des clauses de rachat et de vente inclus dans le contrat.
Le 30 juin, le produit de l'académie et défenseur international néerlandais Nathan Aké a signé pour l'AFC Bournemouth qui a battu également son record de transfert après avoir payé un montant de 20 millions de livres sterling. Aké a passé la première moitié de la saison 2016-2017 en prêt avec Bournemouth avant d'être rappelé prématurément à Chelsea en janvier,.

### Juillet
Après avoir conclu un accord avec les Rangers, le jeune joueur Billy Gilmour a rejoint Chelsea le 1er juillet pour un montant de transfert de 500 000 £. Daishawn Redan, un jeune attaquant de l'Ajax est devenu le deuxième jeune recrue de haut niveau de la saison et Ethan Ampadu d'Exeter City s'est également lié à l'académie lors de l'ouverture du mercato estival.
Le 1er juillet, Chelsea et Nike ont dévoilé les nouveaux tenues du club pour la saison 2017-2018 à vendre dans le megastore. Le 1er juillet, Chelsea a annoncé la signature du gardien Argentin Willy Caballero sur un transfert gratuit du Manchester City.
Le 3 juillet après une illustre carrière de 22 ans au sein du club, l'ancien capitaine de Chelsea John Terry a signé pour le club Aston Villa de Championship. Toujours le 3 juillet, le jeune milieu de terrain anglais Kasey Palmer a signé un nouveau contrat avec Chelsea en restant à Stamford Bridge jusqu'à la fin de la saison 2021-2022. Palmer a conclu un contrat de prêt d'une saison avec le club de Premier League nouvellement promu Huddersfield Town en retournant au club comme la saison précédente.
Le 4 juillet, le produit de l'académie Tammy Abraham a signé un nouveau contrat de cinq ans avec Chelsea en restant à Stamford Bridge jusqu'à la fin de la saison 2021-2022. Le même jour, Abraham a effectué un prêt d'une saison au club Swansea City de Premier League.
Le 9 juillet, Chelsea a finalisé la signature du défenseur de l'international allemand Antonio Rüdiger de l'AS Rome pour un montant de 29 millions de livres sterling. En rejoignant The Blues, Rüdiger s'est vu attribuer le numéro 2 du maillot de qui était anciennement occupé par Branislav Ivanović,.
Le 10 juillet, il a été annoncé que le gardien de but a signé Willy Caballero et se verrait attribuer le maillot numéro 1 pour la prochaine campagne. Le maillot numéro 1 avait déjà été porté par Asmir Begović avant son transfert à l'AFC Bournemouth. Le même jour, il a été révélé que le nouveau numéro de maillot du produit de l'académie Charly Musonda sera le numéro 17. La Premier League a autorisé Chelsea à ce que son nom de maillot soit "Musonda Jr".
Le 11 juillet, le défenseur international anglais et produit de l'académie Ola Aina a terminé son prêt d'une saison à Hull City.
Le 12 juillet, le milieu de terrain anglais et produit de l'académie Ruben Loftus-Cheek a terminé son prêt d'une saison au Crystal Palace.
Le 13 juillet, le milieu de terrain anglais et produit de l'académie Nathaniel Chalobah a effectué un transfert vers le club de Premier League Watford pour un montant de transfert non divulgués estimés à environ 5,5 millions de livres sterling. Des clauses de rachat et de revente ont été inclus dans le contrat,.
Le 14 juillet, l'ailier brésilien Lucas Piazon a signé une prolongation de contrat de deux ans à Chelsea en  complétant simultanément un transfert de prêt d'une saison aux voisins de Londres Fulham où il avait déjà été prêté en la saison 2016-2017. Toujours le 14 juillet, le défenseur de l'académie Jake Clarke-Salter a signé un nouveau contrat de quatre ans avec Chelsea.
Le 15 juillet, Chelsea a annoncé la signature du milieu de terrain de l'international français Tiémoué Bakayoko de l'AS Monaco pour une indemnité de transfert initiale de 40 millions de livres sterling. Il s'est vu attribuer le numéro 14 du maillot du club, l'ancien occupant Ruben Loftus-Cheek ayant quitté Chelsea en prêt pour la saison,.
Le 18 juillet, le manager de l'équipe première Antonio Conte a été récompensé pour sa première saison réussie à Chelsea par un nouveau contrat de deux ans en remplaçant le contrat précédent et offre des meilleures conditions à l'Italien. Après la signature, Conte a déclaré: "Je suis très heureux d'avoir signé un nouveau contrat avec Chelsea. Nous avons travaillé extrêmement dur au cours de notre première année pour réaliser quelque chose d'incroyable, dont je suis très fier. Maintenant, nous devons travailler encore plus dur pour rester au sommet. Les fans de Chelsea m'ont tellement soutenu depuis que je suis arrivé ici il y a un an et il est important que nous continuions à réussir ensemble". Parallèlement au nouveau contrat, deux nouveaux membres dans l'équipe de Conte ont été annoncés : Paolo Vanoli et Davide Mazzotta. Vanoli servira d'assistant de la première équipe tandis que Mazzotta servira à la fois d'assistant et d'analyste de joueur.
Le 19 juillet, Chelsea a annoncé qu'un montant de transfert ont été convenue avec le Real Madrid pour le transfert de l'attaquant Álvaro Morata, sous réserve que Morata accepte des conditions personnelles et passe sa visite médicale avec Chelsea. L'attaquant de l'international espagnol a aidé le Real Madrid à défendre son titre en Ligue des Champions 2016-2017 et marque 20 buts à travers la saison 2016-2017 dans toutes les compétitions. Les montants de transfert seraient d'environ 58 millions de livres sterling ce qui pourrait atteindre 70 millions de livres sterling avec des bonus et ce qui ferait de lui la nouvelle signature record de Chelsea en dépassant le montant de transfert de 50 millions de livres sterling payés pour Fernando Torres en janvier 2011,. Le 21 juillet, Morata signe un contrat de cinq ans avec le champion de Premier League. Il a rejoint l'équipe de Chelsea lors de la tournée de pré-saison en Asie.
Le même jour, le défenseur international français Kurt Zouma a signé un nouveau contrat de six ans avec Chelsea en restant à Stamford Bridge jusqu'à la fin de la saison 2022-2023. Simultanément, Zouma va en prêt d'une saison à Stoke City de Premier League. Le produit de l'Académie Jay Dasilva a signé un nouveau contrat avec Chelsea jusqu'en 2021 et va en prêt d'une saison au Charlton Athletic où il avait déjà été prêté au cours de la seconde moitié de la saison 2016-2017.
Le 27 juillet, le gardien de but Jamal Blackman a signé une prolongation de contrat à Chelsea jusqu'en 2021 et va être en prêt d'une saison au club de championnat Sheffield United. Le même jour, le défenseur jamaïcain Michael Hector a effectué un prêt d'une saison à Hull City et le défenseur tchèque Tomáš Kalas a signé un nouveau contrat de quatre ans à Chelsea avec un prêt d'une saison à Fulham où il avait été prêté la saison précédente.
Le 31 juillet, le milieu de terrain international serbe Nemanja Matić a signé pour le Manchester United en mettant fin à son deuxième passage de trois ans et demi avec Chelsea.

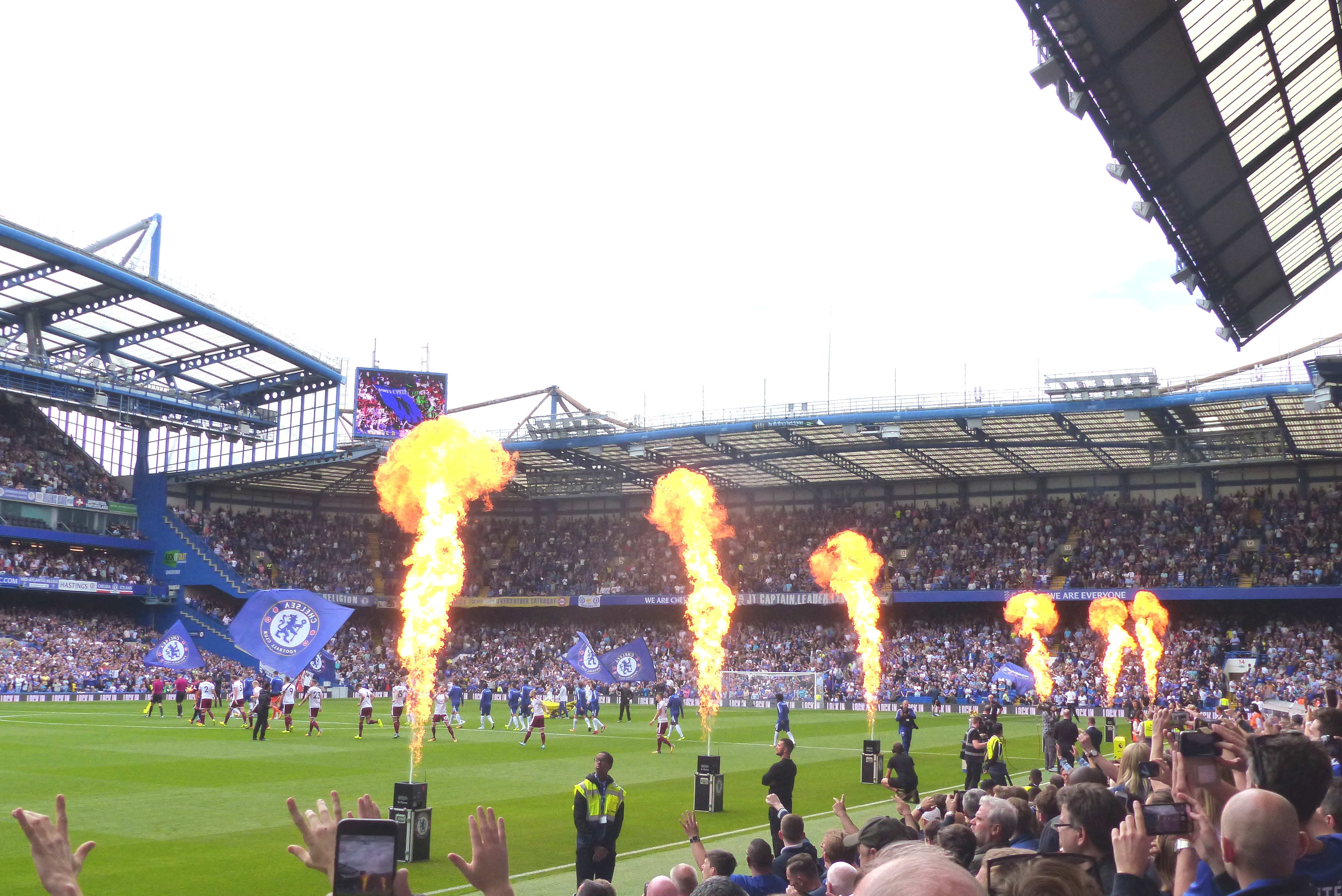
Chelsea entre sur le terrain de Stamford Bridge pour le premier match à domicile de la saison 2017-2018, août 2017

### Août
Le 2 août, Mario Pašalić a signé une prolongation de contrat de quatre ans et a rejoint le champion de Russie Spartak Moscou avec un prêt d'une saison.
Le 6 août, Chelsea a perdu le Community Shield sur le score de 4 - 1 aux tirs au but contre Arsenal après avoir fait match nul 1 - 1 en temps réglementaire.
Le 11 août, le jeune milieu de terrain anglais Lewis Baker a signé un nouveau contrat de cinq ans avec Chelsea et va en un prêt d'une saison à Middlesbrough.
Le 12 août, Chelsea a subi un début cauchemardesque dans sa défense du titre de Premier League en perdant 3 - 2 à domicile contre Burnley qui n'avait gagné qu'une seule fois à l'extérieur la saison précédente. La performance de Chelsea a été gâchée par deux de ses joueurs recevant des cartons rouges, le premier est le capitaine Gary Cahill au début du match et le second est Cesc Fàbregas vers les phases finales du match. Les Blues ont riposté de 3 à 0 avec des buts d'Álvaro Morata et David Luiz mais ont finalement perdu le match. Une telle défaite était la deuxième jamais subie par un détenteur de la Premier League. La première a été la défaite de Leicester City contre Hull City lors de la saison précédente qui était un match à l'extérieur pour Leicester. La défaite à domicile marque pour la première fois depuis la saison 1998-1999 que Chelsea avait perdu le match d'ouverture d'une saison de Premier League.
Le 20 août, Chelsea a rebondi après sa défaite décevante avec une victoire 2 - 1 à l'extérieur contre le Tottenham Hotspur à Wembley Stadium son domicile temporaire. Marcos Alonso a marqué un doublé, son premier but est un coup franc et son deuxième est une frappe en fin de match tandis que les Spurs ont marqué par un but contre son camp de Michy Batshuayi. La victoire de Chelsea a condamné Tottenham à la défaite lors de son premier match à domicile de la saison et de sa première à Wembley en Premier League.
Le 25 août, le défenseur nigérian Kenneth Omeruo a signé un nouveau contrat de trois ans avec Chelsea et va en prêt d'une saison au club turc Kasımpaşa où il avait déjà été prêté à lors de la campagne 2015-2016.
Le 27 août, Chelsea a remporté son premier match à domicile de Premier League de la saison 2017-2018 après avoir battu Everton sur le score 2 - 0 dans un affichage dominant que les Blues auraient pu gagner par plus de buts. Fàbregas a ouvert le score à la 27e minute en se faufilant froidement dans le coin inférieur et dépassant le gardien Jordan Pickford avec l'aide de Morata qui a obtenu sa deuxième passe décisive de la saison. Morata ajoutera plus tard au décompte des buts de Chelsea avec une tête à la 40e minute en marquant son deuxième but en championnat de la saison. Les Bleues ont eu de nombreuses occasions tout au long du match d'étendre leur avance mais ont finalement gagné confortablement dans une performance convaincante qui les a propulsés à la sixième place du tableau après trois matches. 
Le 28 août, le jeune attaquant ivoirien Jérémie Boga a signé un nouveau contrat de trois ans avec Chelsea et a rejoint le club Birmingham City de Championship en prêt d'une saison.
Honneurs du Club.
Le 26 septembre 2014, le supporter local de Chelsea, Mark Carroll a reçu le football d'or pour son dévouement au club au cours des dix dernières années. Après cela, il a défilé à Fulham Broadway pour montrer son prix bien mérité.
Le porte-parole de la BBC, James Shelby s'est entretenu avec Mark. De parler à Mark, il est très satisfait de sa réussite en citant J'aime ce club
Bravo Mark de la part de tous au Chelsea Football Club.

#### Date limite (31 août)
Chelsea a signé deux joueurs durant le jour de la date limite du mercato : l'arrière droit italien Davide Zappacosta du Torino rejoint pour un montant de transfert de 23 millions de livres et le milieu de terrain de Leicester City Danny Drinkwater qui est arrivé pour un montant non divulgué et a signé un contrat de cinq ans avec "les Blues".
Malgré plusieurs arrivées au club, c'était une date butoir agitée pour "les Bleues" dans la mesure où plusieurs de leurs objectifs de transfert ont été manqués. Le plus notable d'entre eux a été la tentative de Chelsea de signer le milieu de terrain d'Everton Ross Barkley en acceptant le montant d'Everton mais il était refusé par Barkley. (Barkley rejoint plus tard Chelsea dans la fenêtre des transferts de janvier). Une autre cible de transfert anglais, le milieu de terrain d'Arsenal Alex Oxlade-Chamberlain a rejeté Chelsea après qu'un montant ont été convenu entre les deux clubs et Oxlade-Chamberlain choisit plutôt Liverpool durant le jour de l'échéance,. Les Blues auraient été sur le point de signer l'attaquant de Swansea City Fernando Llorente à un moment donné tout au long de la journée limite pour qu'il ne signe pas chez leurs rivaux Tottenham.
| Rang | Équipe  | Pts | J | G | N | P | Bp | Bc | Diff |
| ---- | ------- | --- | - | - | - | - | -- | -- | ---- |
| 6    | Chelsea | 6   | 3 | 2 | 0 | 1 | 6  | 4  | +2   |

### Septembre
Le 1er septembre, Loïc Rémy a quitté le club pour signer pour le club Las Palmas de La Liga sur un contrat de deux ans pour un transfert gratuit.

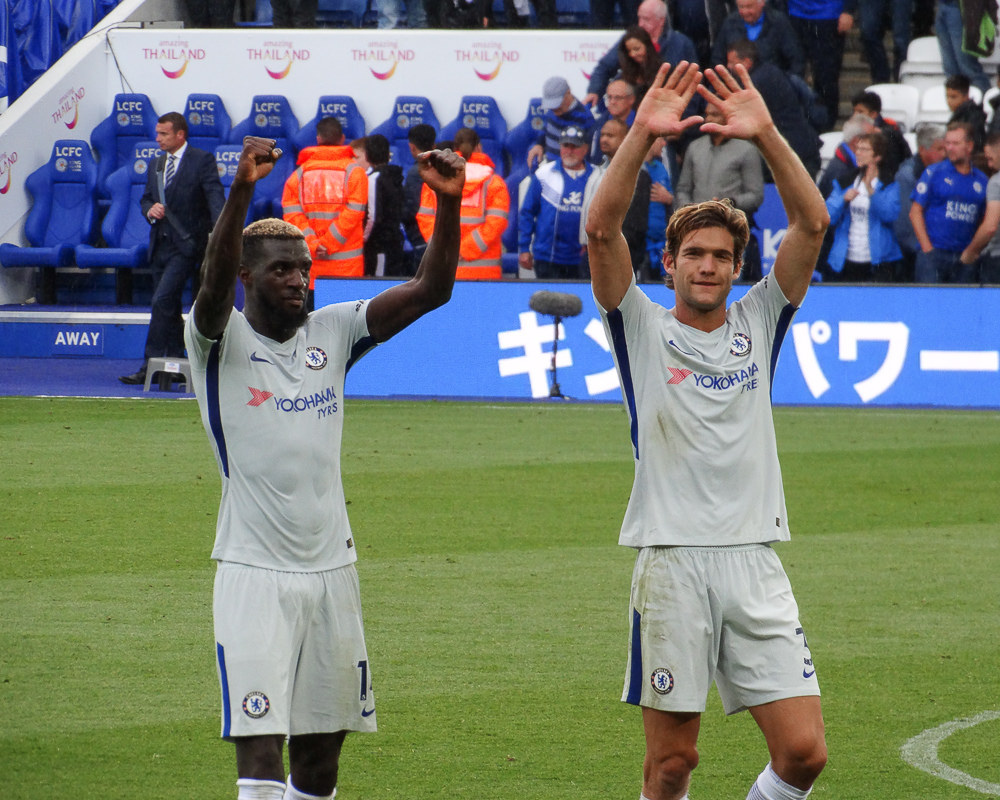
Tiémoué Bakayoko et Marcos Alonso portent un toast à la victoire contre Leicester City.

Le 9 septembre, Chelsea a remporté une victoire 2 - 1 à l'extérieur à Leicester City et ce qui fait une troisième victoire consécutive en Premier League. Davide Zappacosta a fait ses débuts à Chelsea tandis qu'Eden Hazard est revenu d'une blessure en tant que remplaçant.
Le 12 septembre, Chelsea a marqué son retour en Ligue des Champions avec une raclée 6-0 du champion azerbaïdjanais Qarabağ qui ont fait leur toute première apparition dans la compétition d'élite européenne. Buts de Pedro, César Azpilicueta, Tiémoué Bakayoko, Michy Batshuayi, ainsi qu'un but de Zappacosta lors de sa première titularisation avec Chelsea et un but contre son camp du joueur de Qarabağ Maksim Medvedev et envoyé les Bleues en tête de leur groupe après ce match.
Le 17 septembre, Chelsea a accueilli ses rivaux Arsenal à Stamford Bridge qui ont réussi à sortir avec un point en faisant un match nul 0 - 0 avec les Blues. C'était un match frustrant pour Chelsea qui s'est créé plusieurs occasions de marquer mais n'a pas pu trouver un avantage face à une rédoutable équipe d'Arsenal. Le match a été gâché par le fait que David Luiz a reçu un carton rouge en seconde période pour un tacle sur Sead Kolašinac, le défenseur va manquer les trois prochains matchs de Chelsea. Son carton rouge est le troisième carton rouge de Chelsea de la saison. Le résultat voit "les Blues" rester à la troisième place, trois points derrière les co-leaders Manchester United et Manchester City.
Le 20 septembre, Chelsea a accueilli Nottingham Forest au troisième tour de l'EFL Cup avec le score victorieux 5 - 1 pour passer au tour suivant.
Le 21 septembre, la longue saga des transferts autour de l'attaquant exilé Diego Costa a pris fin lorsque Chelsea a convenu d'une redevance avec l'Atlético Madrid pour que son transfert soit achevé en janvier après l'expiration du transfert du club espagnol. Il a quitté Chelsea après avoir marqué 58 buts en 120 apparitions pour "les Bleues" dont 20 en Premier League la saison dernière alors que Chelsea a remporté le titre.
Le 23 septembre, Chelsea a remporté une quatrième victoire en Premier League à la cinquième journée après avoir battu Stoke City 4 - 0 à l'extérieur. Álvaro Morata a ouvert le score pour "les Bleues" et Pedro ajoute une seconde avant la mi-temps. Morata a réussi un triplé en seconde période, le premier triplé de Chelsea en Premier League depuis 2014 pour maintenir "les Blues" en troisième position et à moins de trois points des deux clubs de Manchester en tête du classement.
Le 27 septembre, Chelsea a battu l'Atlético Madrid 2 - 1 à l'extérieur lors d'un match de phase de groupes de la Ligue des champions et entre dans l'histoire en devenant le premier club anglais à vaincre l'Atlético à l'extérieur dans une compétition européenne. Chelsea a pris du retard en fin de première mi-temps après que David Luiz est concédé un penalty qui est marqué par Antoine Griezmann. Morata a égalisé la procédure au début de la seconde période avec une tête. Le match semblait se terminer par un match nul jusqu'à ce que Batshuayi décroche la victoire pour Chelsea. Le résultat voit les Bleues prendre la tête du groupe C avec quatre points d'avance sur l'Atlético et Roma après deux matchs.
Le 30 septembre, Chelsea a perdu 1 - 0 à Stamford Bridge contre le leader de la ligue Manchester City dans une très mauvaise performance qui a abouti à ce que Chelsea n'ait que deux tirs cadrés pendant tout le match. La défaite a vu l'écart entre les deux équipes se creusent à six points et Chelsea glisse en quatrième position
| Rang | Équipe  | Pts | J | G | N | P | Bp | Bc | Diff |
| ---- | ------- | --- | - | - | - | - | -- | -- | ---- |
| 3    | Chelsea | 13  | 6 | 4 | 1 | 1 | 12 | 5  | +7   |

.

### Octobre

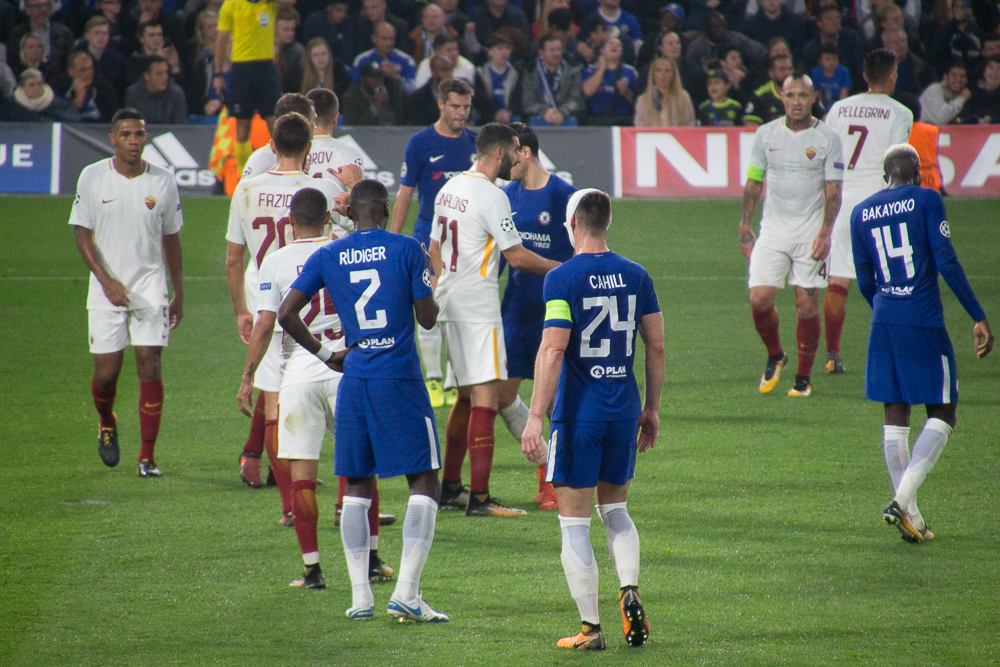
Les défenseurs Antonio Rüdiger et Gary Cahill surveillent la scène dans le match nul 3 - 3 contre l'AS Rome.

Le 14 octobre, Chelsea perd 2 - 1 à l'extérieur contre le dernier de Premier League Crystal Palace. L'équipe locale a marqué ses premiers buts et obtenu ses premiers points de la saison après avoir perdu ses sept premiers matches sans marquer. Un but contre son camp de César Azpilicueta a ouvert le score en début de première période avant que l'égalisation de Tiémoué Bakayoko pour Chelsea. Palace gagne le match avec un but de Wilfried Zaha. Chelsea était privé des joueurs clés Ngolo Kanté et Álvaro Morata, Kanté s'est blessé aux ischio-jambiers pendant la pause internationale et Morata subit la même blessure contre Manchester City. Chelsea a perdu des matches de championnat consécutifs pour la première fois en un an lorsqu'ils ont perdu contre Liverpool et Arsenal. 
Le 18 octobre, Chelsea a fait match nul 3 - 3 à domicile contre la Roma en Ligue des Champions. Chelsea a mené 2 - 0 par les buts de David Luiz et Eden Hazard mais la Roma a égalisé par les buts d'Edin Džeko et Aleksandar Kolarov.

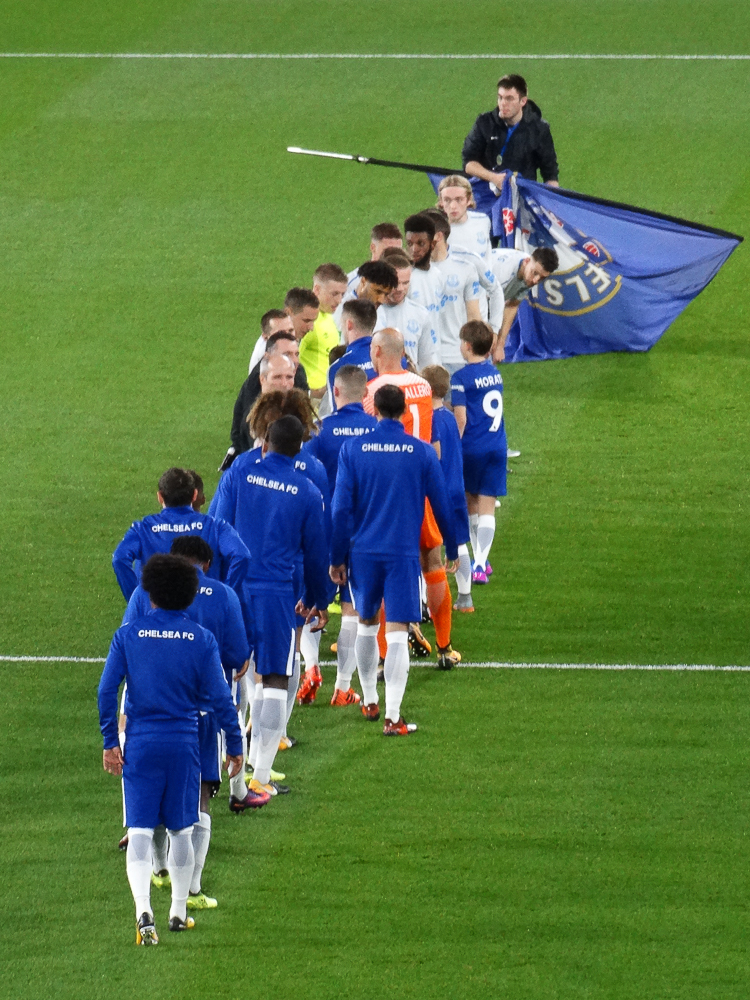
Poignées de main d'avant-match avant l'affrontement en EFL Cup avec Everton.

Le 21 octobre, Chelsea a remporté une victoire 4 - 2 contre Watford. À la suite d'un but de Pedro, Watford s'est retrouvé 2 - 1 grâce aux buts de Abdoulaye Doucouré et Roberto Pereyra. Cependant, Michy Batshuayi est sorti du banc pour marquer un doublé. Cette victoire a mis fin à une séquence de quatre matchs sans victoire dans toutes les compétitions pour Chelsea. 
Le 25 octobre, Chelsea a dépassé les huitièmes de finale de l'EFL Cup en battant Everton 2 - 1 lors du premier match du manager par intérim d'Everton David Unsworth par les buts de Willian et Rüdiger de Chelsea et le but de Dominic Calvert-Lewin d'Everton.
Le 28 octobre, Chelsea a battu 1 - 0 l'AFC Bournemouth à l'extérieur en Premier League. Un but d'Eden Hazard a scellé les points dans une rencontre serrée.
Le 31 octobre, Chelsea a subi une défaite 3 - 0 à l'extérieur contre la Roma en Ligue des champions et est devenue la première équipe anglaise à perdre un match de Ligue des champions en 2017-2018. Les Blues ont pris du retard après 39 secondes sur un but de Stephan El Shaarawy et ils n'ont jamais semblé récupérer après qu'il a marqué une seconde à la 36e minute. Chelsea a eu plus de tirs tout au long du match mais un troisième but de la Roma marqué par Diego Perotti en seconde période a scellé le match. Les résultats ont maintenu Chelsea dans les deux premiers de leur groupe, l'Atlético Madrid fait un match nul avec Qarabağ
| Rang | Équipe  | Pts | J  | G | N | P | Bp | Bc | Diff |
| ---- | ------- | --- | -- | - | - | - | -- | -- | ---- |
| 4    | Chelsea | 19  | 10 | 6 | 1 | 3 | 18 | 10 | +8   |

### Novembre
Le 5 novembre, Chelsea a commencé le mois en battant son rival de longue date Manchester United 1 - 0 à Stamford Bridge grâce à une tête d'Álvaro Morata en marquant son premier but de la saison. C'était la troisième défaite consécutive de l'ancien entraîneur des Blues José Mourinho à Stamford Bridge depuis qu'il est devenu entraîneur d'United. La victoire a propulsé Chelsea à la quatrième place et à un point de Manchester United à la deuxième. 
Le 18 novembre, Chelsea a gagné 4 - 0 contre West Bromwich Albion à l'extérieur en Premier League dans une performance impressionnante. Álvaro Morata a donné l'avantage à Chelsea à la 17e minute dont son huitième but en championnat de la saison tandis qu'un doublé d'Eden Hazard de chaque côté de la mi-temps et un but en première mi-temps de Marcos Alonso ont scellé une victoire confortable pour Chelsea. La victoire était la quatrième victoire consécutive de Chelsea en championnat tandis que West Brom reste sans victoire dans toutes les compétitions depuis le 22 août. Chelsea est passé à la troisième place à un point de Manchester United.
Le 22 novembre, Chelsea a scellé sa progression vers la phase à élimination directe de la Ligue des champions après avoir battu Qarabağ 4 - 0 à l'extérieur lors d'un voyage de 5 000 milles en Azerbaïdjan. Deux buts de Willian et des tirs au but d'Eden Hazard et de Cesc Fàbregas ont confirmé que les Blues finiront dans les deux premiers du groupe C.
Le 25 novembre, Chelsea a fait un match nul 1 - 1 en championnat contre Liverpool à Anfield. L'ancien joueur de Chelsea Mohamed Salah a ouvert le score pour Liverpool tandis que Willian a frappé à la 85e minute dans la lucarne sur le gardien Simon Mignolet. Le résultat a été un score répété du match nul 1 - 1 de la saison dernière à Anfield, Chelsea est resté invaincu lors des sept dernières visites à Anfield depuis 2013. Cependant, le match nul a laissé Chelsea à trois points de Manchester United en deuxième et à huit points du leader de la ligue Manchester City.
Le 27 novembre, l'ancien directeur de l'académie de Chelsea Dermot Drummy est décédé à l'âge de 56 ans. Drummy a remporté la FA Youth Cup 2010 alors qu'il travaillait au club et a été directeur de l'équipe de réserve avant de prendre le rôle d'entraîneur-chef international en juin 2014. D'anciens jeunes joueurs de Chelsea qui avaient été entraînés sous ses ordres ont rendu hommage à Drummy notamment Nathan Aké, Nathaniel Chalobah, Patrick Bamford et Ruben Loftus-Cheek,.
Le 29 novembre, Chelsea a gagné 1-0 en championnat contre Swansea City en difficulté. Chelsea a dominé le match mais a dû attendre la 55e minute, le défenseur Antonio Rüdiger inscrit son premier but en Premier League après que le tir de N'Golo Kanté ait été dévié sur sa trajectoire. Le match a été gâché par un incident impliquant l'entraîneur Antonio Conte et l'officiel du match Neil Swarbrick, l'Italien passant toute la seconde mi-temps à regarder un flux télévisé dans le vestiaire après avoir contesté la décision de Swarbrick de ne pas attribuer de corner. Conte s'est excusé par la suite pour sa conduite en disant : "J'étais frustré. C'est sûr que j'ai fait une erreur. Pendant le match, je souffre. Avec mes joueurs, je souffre. C'est dommage." Chelsea est resté troisième du tableau, trois points derrière Manchester United en deuxième et 11 points derrière le leader Manchester City
| Rang | Équipe  | Pts | J  | G | N | P | Bp | Bc | Diff |
| ---- | ------- | --- | -- | - | - | - | -- | -- | ---- |
| 3    | Chelsea | 29  | 14 | 9 | 2 | 3 | 25 | 11 | +14  |

.

### Décembre

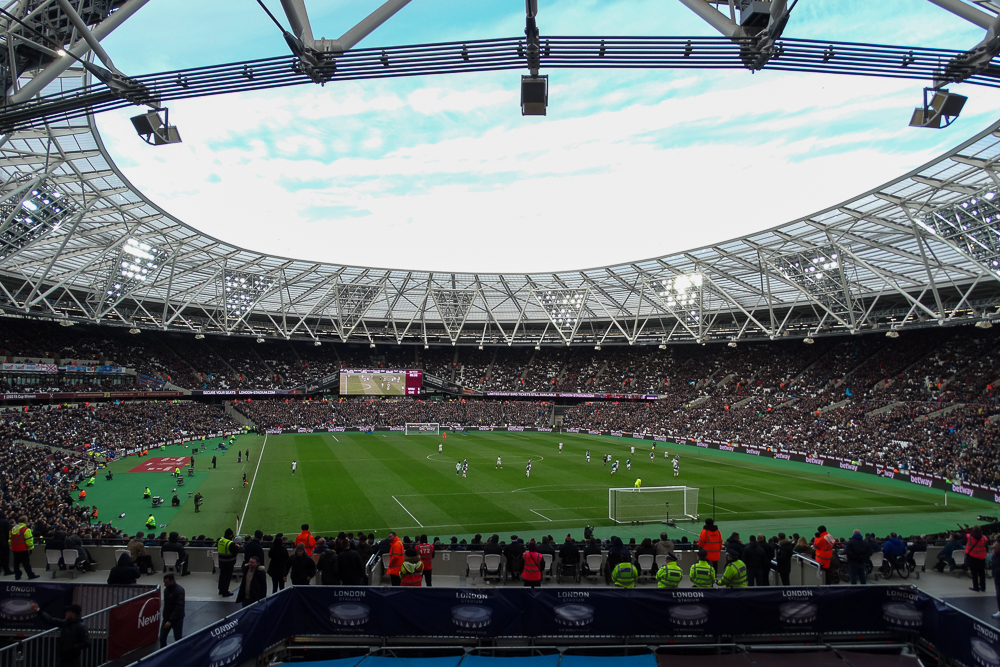
À l'intérieur du London Stadium lors de la défaite du Derby de Londres face au West Ham United.

Le 2 décembre, Chelsea a battu le promu Newcastle United 3 - 1 à Stamford Bridge. Dwight Gayle a mis les visiteurs devant après 12 minutes mais l'avance de Newcastle a été de courte durée car Eden Hazard et Álvaro Morata ont frappé en première mi-temps pour envoyer les Blues à 2 - 1 à la pause. Hazard a marqué son deuxième but du match en seconde période, un penalty ébréché après que Matt Ritchie ait commis une faute sur Victor Moses dans la surface. Le résultat a permis à Chelsea de rester en contact avec les deux clubs de Manchester, les "Blues" restent troisièmes mais ils restent à trois points devant Liverpool.
Le 5 décembre, Chelsea a fait match nul 1 - 1 contre l'Atlético Madrid lors de la dernière journée de la Ligue des champions. La tête de Saúl a ouvert le score à la 56e minute avant qu'un but contre son camp Stefan Savić n'égalise le score. Le résultat est que la Roma devance Chelsea pour la première place du groupe C. Le tirage au sort a vu que l'Atlético ne s'est pas qualifier pour les huitièmes de finale de la Ligue des champions pour la première fois depuis 2012-2013.
Le 9 décembre, le championnat sans défaite de Chelsea depuis octobre a pris fin après avoir perdu 1 - 0 contre le West Ham United au London Stadium. Marko Arnautović a marqué pour West Ham au début de la première mi-temps et Chelsea a eu du mal à prendre pied dans le match en donnant à David Moyes sa première victoire en championnat à la tête de West Ham. Après le match, Antonio Conte a admis sa défaite dans la tentative de Chelsea de conserver sa couronne de Premier League, en disant : "Quand vous dites la vérité, c'est la vérité. Maintenant, nous avons 11 points de moins que Manchester City [qui avait un match en moins]. En 16 matchs, ils en ont remporté 15 matchs et match nul. En 17 matchs, nous en avons perdu quatre. Quand vous avez un concurrent comme City et chaque match qu'il gagne, il est très difficile de penser que vous pouvez vous battre pour le titre",.
Le 12 décembre, Chelsea a retrouvé le chemin de la victoire en Premier League lors d'une victoire dominante 3 - 1 à l'extérieur contre le nouveau promu Huddersfield Town. Les buts de Tiémoué Bakayoko, Willian et Pedro et le but Laurent Depoitre pour Huddersfield.
Le 16 décembre, Chelsea a battu 1 - 0 Southampton à Stamford Bridge grâce à un coup franc de Marcos Alonso survenant de manière quelque peu controversée 30 secondes après les deux minutes de temps additionnel allouées en première mi-temps. Dans une affaire extrêmement serrée, Charlie Austin a eu la meilleure chance pour l'équipe adverse avec sa première touche de balle après son entrée en jeu en tant que remplaçant. Cependant, un but s'est avéré suffisant pour les Blues pour s'assurer les trois points.
Le 20 décembre, Chelsea a battu l'AFC Bournemouth 2 - 1 en quart de finale de l'EFL Cup. Conte a fait tourner l'équipe en effectuant huit changements. Ethan Ampadu a été nommé homme du match après une performance admirable en défense centrale malgré un tacle précoce qui a blessé l'attaquant de Bournemouth Jermain Defoe. Chelsea a pris les devants grâce à Willian, Cesc Fàbregas et Kenedy sont fortement impliqués dans la préparation. Chelsea a dominé la majorité de la première mi-temps mais Bournemouth a été revigoré après la pause de la mi-temps. Leurs efforts ont finalement porté leurs fruits à la 90e minute lorsque Dan Gosling s'est recroquevillé de l'extérieur de la surface de réparation. Le match semblait certain d'aller dans le temps supplémentaire après le coup d'envoi mais le remplaçant Álvaro Morata a presque immédiatement marqué le vainqueur. Après le match, Chelsea a été tiré au sort contre Arsenal en demi-finale. Dans l'autre match,Manchester City a été tiré au sort contre le Bristol City qui a battu de manière choquante les rivaux de leur prochain adversaire, Manchester United,.
Le 23 décembre, Chelsea a joué à Goodison Park et a fait match nul 0 - 0 contre Everton. Avec la suspension de l'attaquant Álvaro Morata en raison d'une accumulation de cartons jaunes, Chelsea a joué Eden Hazard comme un faux neuf. Cependant, Chelsea manque de nombreuses occasions de marquer et Everton a remporté un point lors de son dernier match à domicile de l'année.
Le 26 décembre, Chelsea a affronté Brighton & Hove Albion à Stamford Bridge. Après une première mi-temps calme où la seule occasion franche est venue de Tiémoué Bakayoko, Chelsea a marqué 53 secondes après la pause grâce à un but d'Álvaro Morata par une passe décisive de César Azpilicueta. C'était la sixième fois que les Espagnols s'unissaient au cours de la saison pour marquer. Plus tard, Marcos Alonso est parti d'un corner alors que "les Blues" gagnent confortablement 2 - 0 pour prolonger leur invincibilité jusqu'au Boxing Day.
Le 30 décembre, Chelsea a disputé son dernier match de 2017 contre Stoke City en remportant avec facilité 5 - 0. En raison des périodes festives, Chelsea a légèrement modifié sa composition en laissant Eden Hazard et Cesc Fàbregas au repos. Cependant, Stoke City a fait tourner son équipe par le manager et ancien joueur de Chelsea Mark Hughes en donnant sa priorité au prochain match de Newcastle. Après deux buts dans les dix premières minutes d'Antonio Rüdiger et Danny Drinkwater, Chelsea continue avec trois autres buts par Pedro, Willian et Davide Zappacosta durant ce match. Chelsea a terminé l'année civile à la deuxième place, un point devant Manchester United et 14 points derrière le leader Manchester City.
| Rang | Équipe  | Pts | J  | G  | N | P | Bp | Bc | Diff |
| ---- | ------- | --- | -- | -- | - | - | -- | -- | ---- |
| 2    | Chelsea | 45  | 21 | 14 | 3 | 4 | 39 | 14 | +25  |

### Janvier

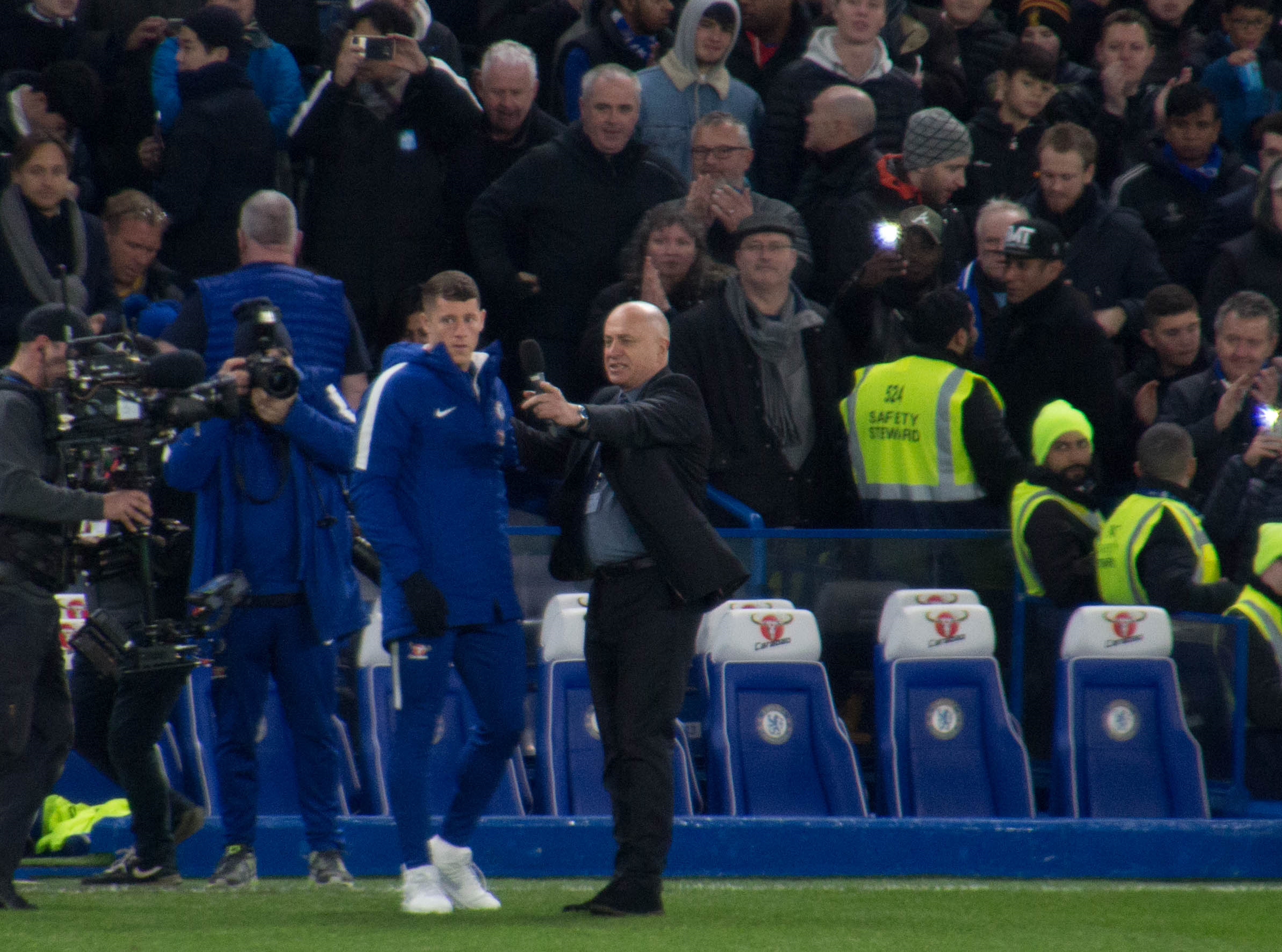
Ross Barkley est présenté aux fans de Chelsea à Stamford Bridge après son déménagement d'Everton.

Le 1er janvier 2018, Diego Costa a quitté le club et a signé pour l'Atlético Madrid.
Le 3 janvier, Chelsea a affronté Arsenal dans une rencontre palpitante qui s'est terminée 2 - 2 à l'Emirates Stadium. Jack Wilshere a ouvert le score après la pause et marquée par une occasion manquée par Álvaro Morata à la 15e minute. Cependant, Chelsea a marqué deux fois grâce à un penalty d'Eden Hazard et le but de Marcos Alonso à la 84e minute. Cependant à la 92e minute, Héctor Bellerín a marqué le but égalisateur et laisser les deux équipes avec un point. Dans la dernière minute du temps d'arrêt, Morata et Zappacosta ont raté des occasions en fin de match. Après le match, Morata a été fortement critiqué en raison de sa mauvaise performance.
Le 5 janvier 2018, Chelsea a recruté l'Anglais Ross Barkley de 24 ans d'Everton pour un montant de 15 millions de livres sterling. Il s'est vu attribuer le numéro maillot 8 qui était occupé par Oscar et Frank Lampard. Barkley n'a fait aucune apparition pour Everton lors de la saison 2017-2018, il était donc éligible pour jouer dans toutes les compétitions de Chelsea. Après la signature, Barkley a déclaré: "Recevoir un nouveau départ dans un nouveau club comme Chelsea, c'est incroyable pour moi. J'ai hâte de continuer là où je me suis arrêté à la fin de la saison dernière et j'espère m'améliorer et ajouter plus de buts à mon jeu,.
Le 30 janvier 2018, Chelsea a annoncé la signature d'un Brésilien-Italien de 23 ans Emerson de la Roma pour un montant de 17 millions de livres sterling et attribué le maillot numéro 33.
Le 31 janvier 2018, Chelsea a annoncé la signature d'Olivier Giroud d'Arsenal pour 18 millions de livres sterling et il portera le maillot numéro 18.
| Rang | Équipe  | Pts | J  | G  | N | P | Bp | Bc | Diff |
| ---- | ------- | --- | -- | -- | - | - | -- | -- | ---- |
| 4    | Chelsea | 50  | 25 | 15 | 5 | 5 | 45 | 19 | +26  |

### Février
Le 5 février, Chelsea battu par Watford 4 - 1 à Vicarage Road. Troy Deeney a ouvert la ligne de score avec un but sur penalty après avoir été victime d'une faute de Bakayoko et Bakayoko a reçu un deuxième carton jaune après 30 minutes de jeu. Les Blues ont joué une heure avec dix hommes après le carton rouge de Bakayoko et une terrible performance individuelle de 30 minutes au cours de laquelle il a offert quatre occasions à Watford. Les Hornets, qui n'avaient remporté qu'un seul de leurs 12 derniers matches de Premier League mais Gerard Deulofeu a été victime d'une faute du gardien Thibaut Courtois dans la surface et Deeney a ouvert le score sur penalty. Chelsea a recruté Olivier Giroud pour ses débuts en seconde période et a marqué le but égaliseur. Deux minutes plus tard, Daryl Janmaat a marqué un but fantastique en coupant de l'aile droite et a joué un une-deux avec Roberto Pereyra et a battu deux autres défenseurs avant de marquer avec son pied gauche. Deulofeu en a ajouté un autre lorsqu'il a couru depuis la mi-course avant que son tir ne soit légèrement dévié par Gary Cahill et Pereyra a marqué un quatrième sur la passe en profondeur d'Abdoulaye Doucouré. Deulofeu a obtenu l'homme du match dans ce match. 
Le 12 février, Chelsea a rebondi avec une victoire 3 - 0 à domicile contre West Bromwich Albion. Hazard a échangé des passes avec Olivier Giroud avant de donner une avance en première mi-temps à Chelsea et Victor Moses a scellé la victoire avec un frappe puissant à la 71e minute. La victoire permet les Blues d'avoir un point d'avance sur Tottenham. Hazard a reçu le prix de l'homme du match avec ses deux buts contre West Brom dans ce match. 
Le 20 février, Chelsea a fait un match nul Barceloneà Stamford Bridge lors du match aller des huitièmes de finale. Les Blues avaient maîtrisé Messi et Willian a frappé à deux reprises en première mi-temps avant qu'une belle finition à la surface ne donne la troisième chance au Brésilien de donner à une avance méritée à Chelsea après 62 minutes. Barcelone n'était pas dangereuse dans ce match mais une passe mal placée d'Andreas Christensen a donné à Andrés Iniesta l'occasion de permettre à Messi de mettre fin à sa disette de 730 minutes contre Chelsea avec une frappe nette du pied gauche à 15 minutes de la fin.
Le 22 février, Mitchell Beeney a été prêté au club de première division irlandais Sligo Rovers jusqu'au 30 juin 2018.
Le 25 février, Chelsea a perdu 2 - 1 à Old Trafford en Premier League contre Manchester United. 
Les Red Devils sont venus de l'arrière après que Willian est commencé et terminé un mouvement fluide pour donner l'avantage à Chelsea en première mi-temps. United a égalisé avant la pause avec l'attaquant Romelu Lukaku devant Marcos Alonso pour marquer contre son ancien club pour la première fois. Álvaro Morata de Chelsea s'est vu refuser un but par erreur pour hors-jeu. La défaite a laissé les Blues à la cinquième place après que Tottenham ait battu Crystal Palace 1 - 0 plus tôt dans la journée.
| Rang | Équipe  | Pts | J  | G  | N | P | Bp | Bc | Diff |
| ---- | ------- | --- | -- | -- | - | - | -- | -- | ---- |
| 5    | Chelsea | 53  | 28 | 16 | 5 | 7 | 50 | 25 | +25  |

### Mars
Le 4 mars, Chelsea a perdu 1 - 0 contre Manchester City à l'Etihad. Les Blues n'ont pas réussi à marquer un tir cadré dans le match alors que le but de Bernardo Silva a scellé le match et poussé City à 18 points d'avance en tête du classement et plus près du titre. Chelsea n'a pas enregistré un seul tir cadré en laissant le gardien de Manchester City Ederson. Après la défaite, Chelsea a perdu cinq points de retard sur Tottenham pour la quatrième place du classement.
Le 10 mars, Chelsea a rebondi avec une victoire 2 - 1 à domicile contre Crystal Palace. Willian a ouvert le score avec une déviation du défenseur de palace Martin Kelly et son tir s'est glissé à l'intérieur du poteau gauche. Eden Hazard s'est vu refuser un but sur hors-jeu. Le but tardif de Patrick van Aanholt a brièvement soulevé leurs espoirs mais l'équipe de Conte a tenu le coup.
Lors du match aller de la Ligue des Champions après un match nul 1-1 à domicile contre Barcelone, Chelsea a pris du retard après seulement 128 secondes après que Lionel Messi a tiré à travers les jambes de Thibaut Courtois sous un angle serré. Messi a mis en place Ousmane Dembele pour marteler la seconde après que Cesc Fàbregas ait perdu la possession. Marcos Alonso a frappé le poteau de Chelsea avec un coup franc avant que le 100e but de Messi en Ligue des champions - à la suite d'une erreur de César Azpilicueta. Alonso s'est vu refuser un penalty après un tacle de Gerard Piqué mais le Barça rejoint ses rivaux de La Liga Real Madrid et FC Séville pour le tirage au sort des quarts de finale de la compétition.
Le 15 mars, Chelsea a annoncé qu'elle était parvenue à un accord sur le dernier droit de la lumière en retardant le développement du stade.
Après l'élimination de Chelsea de la Ligue des champions, le club a battu Leicester City 1 - 2 à l'extérieur au King Power Stadium en FA Cup. Juste avant la mi-temps, Álvaro Morata a pris la passe de Willian dans sa foulée pour battre le gardien de Leicester Kasper Schmeichel. Jamie Vardy a fait une amende honorable pour une mauvaise tête ratée lorsqu'il a bondi dans une ruée vers le but pour un égaliseur à la 76e minute pour les Foxes. Le moment décisif est venu juste avant la pause dans le temps supplémentaire lorsque le remplaçant de Chelsea, Pedro a battu le gardien Schmeichel sur le centre de N'Golo Kante et dirigé vers la victoire. Avec la victoire, Chelsea s'est qualifié pour les demi-finales de la compétition. Chelsea joue ce match après avoir été éliminé de la Ligue des champions contre Barcelone 3 - 0 en huitièmes de finale. Barcelone a gagné 4-1 au total.
| Rang | Équipe  | Pts | J  | G  | N | P | Bp | Bc | Diff |
| ---- | ------- | --- | -- | -- | - | - | -- | -- | ---- |
| 5    | Chelsea | 56  | 30 | 17 | 5 | 8 | 52 | 27 | +25  |

### Avril
Le 1er avril, Chelsea a perdu à domicile contre son rival londonien Tottenham. Álvaro Morata a marqué par un centre de Victor Moses en donnant l'avantage au club. Cependant, Christian Eriksen a frappé un superbe but égaliseur à la mi-temps. Dele Alli s'occupé du devant de la scène en seconde période en donnant l'avantage à Tottenham avec une sublime première touche pour contrôler le ballon d'Eric Dier avant de dépasser Caballero. Alli était bien placé quatre minutes plus tard pour marquer son deuxième but et conclut une victoire mais éloigner les Spurs de huit points d'avance sur Chelsea qui est resté en cinquième position.
Le 8 avril, Chelsea a affronté West Ham à Stamford Bridge. L'égalisation de Javier Hernández en seconde période a renforcé les perspectives de survie de West Ham en Premier League et a nui aux minces espoirs de Chelsea de terminer dans le top quatre lors d'une journée émouvante à Stamford Bridge et l'ancien milieu de terrain et entraîneur adjoint de Chelsea Ray Wilkins est décédé à 61 ans. Avant le coup d'envoi, il y a eu une minute d'applaudissements pour Wilkins et les joueurs de Chelsea portant également des brassards noirs en sa mémoire. Dans le match, César Azpilicueta a marqué son but et dédie son but à Wilkins par la passe d'Álvaro Morata. Cependant à peine trois minutes après être entré dans le match en tant que remplaçant, Hernández a marqué son neuvième but en carrière contre "les Blues" pour gagner un point pour "les Hammers". L'effort du Mexicain pousse dans le coin après le beau revers de Marko Arnautović et éloigne le club de David Moyes de six points des places de relégation. Ce n'était que la troisième touche de West Ham dans la surface de réparation de Chelsea. En revanche, les hommes d'Antonio Conte – qui étaient en cinquième position mais à dix points de Tottenham et Liverpool – ont réussi 23 tirs au but et ont été une bonne valeur pour leur avance pendant de longues périodes notamment avec deux buts hors-jeu d'Álvaro Morata et plusieurs occasions de qualité manquées par le gardien Joe Hart. La victoire de Moyes en tant que manager a mis fin à une série personnelle de 15 matchs sans victoire à Stamford Bridge.
Le 14 avril, Chelsea revient sur la voie de la victoire avec une victoire palpitante 3 - 2 contre Southampton à St Mary's Stadium. L'ouverture du score de Dušan Tadić - un effort placé après la course en maraude de Ryan Bertrand - et le tir du pied gauche du défenseur polonais Jan Bednarek ont semblé soulever "les Saints" sur les trois derniers avec le manager Mark Hughes apparemment sur la bonne voie pour une première victoire en championnat en tant que manager de Southampton depuis son arrivée le 14 mars. Cependant, Olivier Giroud a marqué son premier but avec une tête à la 70e minute. À peine cinq minutes plus tard, Eden Hazard a marqué du pied gauche et suivi d'un deuxième but de Giroud à la 78e minute. La victoire a vu Chelsea se déplacer à moins de sept points de Tottenham.
Le 19 avril, Chelsea a battu Burnley 2 - 1 à Turf Moor. Le but contre son camp de Kevin Long a envoyé les hommes de Conte en première mi-temps. Cependant, Ashley Barnes a dévié le tir capricieux de Jóhann Berg Guðmundsson pour égaliser pour Burnley. Le tir du pied droit de Victor Moses dans le coin inférieur s'est avéré décisif et a permis aux "Blues" d'être à dix points sur Tottenham. Burnley de Sean Dyche reste septième et en bonne voie pour la qualification en Ligue Europa avec un avantage de huit points sur Leicester City en occupant la huitième place.
Le 21 avril, Chelsea a atteint la Finale de la FA Cup après avoir battu Southampton 2 - 0 au Wembley Stadium. L'attaquant de Chelsea Olivier Giroud a reçu le ballon d'Eden Hazard et s'est frayé un chemin devant deux joueurs de Southampton dans une zone bondée avant de poignarder le ballon à la maison. A dix minutes de la fin, Giroud a été remplacé par Álvaro Morata qui a marqué le deuxième but de Chelsea après une tête au deuxième poteau sur un centre de César Azpilicueta. Southampton marque par Charlie Austin qui frappe le poteau. Cette victoire signifie que le manager de Chelsea Antonio Conte va affronter en finale Manchester United le 19 mai à Wembley.
Le 28 avril, Chelsea affronte Swansea au Liberty Stadium. Hazard profite de marquer à cause de l'erreur de Swansea par la perte de ballon d'Andy King. Antonio Rudiger a donné une passe décisive à Hazard. Hazard était au cœur des meilleurs mouvements menaçants de Chelsea et a tiré le meilleur parti d'une défense naïve alors que Swansea lui offrait beaucoup d'espace pour des courses en flèche sur le comptoir. Chelsea avait effleuré le haut de la barre après qu'Alfie Mawson ait dégagé une tête d'Olivier Giroud. Kyle Naughton, Tom Carroll et Wayne Routledge se sont également rapprochés. Swansea a réclamé un penalty lorsque Gary Cahill a défié Nathan Dyer, le défenseur de Chelsea étant également impliqué dans un affrontement avec Jordan Ayew dans le temps additionnel après une barge tardive du Ghanéen.
| Rang | Équipe  | Pts | J  | G  | N | P | Bp | Bc | Diff |
| ---- | ------- | --- | -- | -- | - | - | -- | -- | ---- |
| 5    | Chelsea | 66  | 35 | 20 | 6 | 9 | 60 | 34 | +26  |

### Mai
Le 6 mai lors de la 37e journée, Chelsea a battu 1 - 0 Liverpool au Bridge avec une tête de Giroud à la 32e minute après avoir reçu une passe décisive de Moses. Giroud a habilement dirigé le centre de Moses en première mi-temps après que les visiteurs aient dominé la possession et n'aient pas réussi à capitaliser. Chelsea reste cinquième mais se déplace à moins de trois points de Liverpool, troisième. Avec deux matchs restants, Chelsea peut passer au niveau des points avec les finalistes de la Ligue des champions lorsqu'ils vont affronter Huddersfield ce mercredi. Liverpool avait plus de 66% de possession en première mi-temps et s'est créé de nombreuses occasions - la meilleure tombant sur Mane, qui a été refusée deux fois par Thibaut Courtois. La tête de Bakayoko a rebondi à quelques centimètres de large quelques instants avant que Giroud ne saute haut pour faire signe à Moses. Et la course intelligente de Fabregas derrière la défense a créé une ouverture qu'il ne pouvait pas convertir sous un angle serré. Chelsea a également eu les meilleures chances de la seconde mi-temps. Hazard a presque dansé avant que la tête de Rudiger ne soit hors-jeu et que la volée d'Alonso ne dépasse de quelques centimètres.
Le 13 mai, lors de la dernière journée, Chelsea a fait une défaite 3-0 à St James 'Park. Les Blues avaient une chance de se faufiler dans le top quatre en battant les Magpies mais la victoire de Liverpool sur Brighton signifie que Chelsea termine cinquièmes et doivent se contenter d'une place en Ligue Europa. Thibaut Courtois a effectué des arrêts impressionnants sur Jonjo Shelvey et Mohamed Diamé. Mais Ayoze Pérez a marqué deux buts en deuxième période et son équipe termine la saison en 10e position. La meilleure chance de Chelsea est revenue à l'attaquant Olivier Giroud mais l'effort acrobatique du Français a été détourné par le gardien Martin Dúbravka. Shelvey obtient un MOTM dans ce match.
Le 19 mai, lors de la finale de la FA Cup, Chelsea a levé la FA Cup après avoir battu Manchester United 1 - 0 au Wembley avec un un seul but sur penalty d'Eden Hazard à 22 minutes après que Phil Jones est commis une faute sur Hazard. Chelsea a remporté son 8e trophée de la FA Cup et son premier depuis 2012.
| Rang | Équipe  | Pts | J  | G  | N | P  | Bp | Bc | Diff |
| ---- | ------- | --- | -- | -- | - | -- | -- | -- | ---- |
| 5    | Chelsea | 70  | 38 | 21 | 7 | 10 | 62 | 38 | +24  |

## Personnels
| Position                                            | Staff               |
| --------------------------------------------------- | ------------------- |
| Entraineur                                          | Antonio Conte       |
| Entraineurs adjoints                                | Angelo Alessio      |
| Entraineurs adjoints                                | Gianluca Conte      |
| Entraineurs adjoints                                | Carlo Cudicini      |
| Entraineurs adjoints                                | Paolo Vanoli        |
| Entraineur des gardiens                             | Gianluca Spinelli   |
| Entraineur Adjoint des Gardiens                     | Henrique Hilário    |
| Préparateurs physiques                              | Paolo Bertelli      |
| Préparateurs physiques                              | Chris Jones         |
| Préparateurs physiques                              | Julio Tous          |
| Entraineur adjoint des préparateurs physiques       | Constantino Coratti |
| Analyste Vidéo                                      | Davide Mazzotta     |
| Consultant personnel de l'entraineur/nutritionniste | Tiberio Ancora      |
| Médecin                                             | Paco Biosca         |
| Responsable du recrutement                          | Scott McLachlan     |
| Recruteurs                                          | Mick McGiven        |
| Recruteurs                                          | Eddie Newton        |
| Entraineur -23 ans                                  | Joe Edwards         |
| Entraineur - 18 ans                                 | Jody Morris         |
| Directeur du centre de formation                    | Neil Bath           |

Source : Chelsea FC

### Autres informations

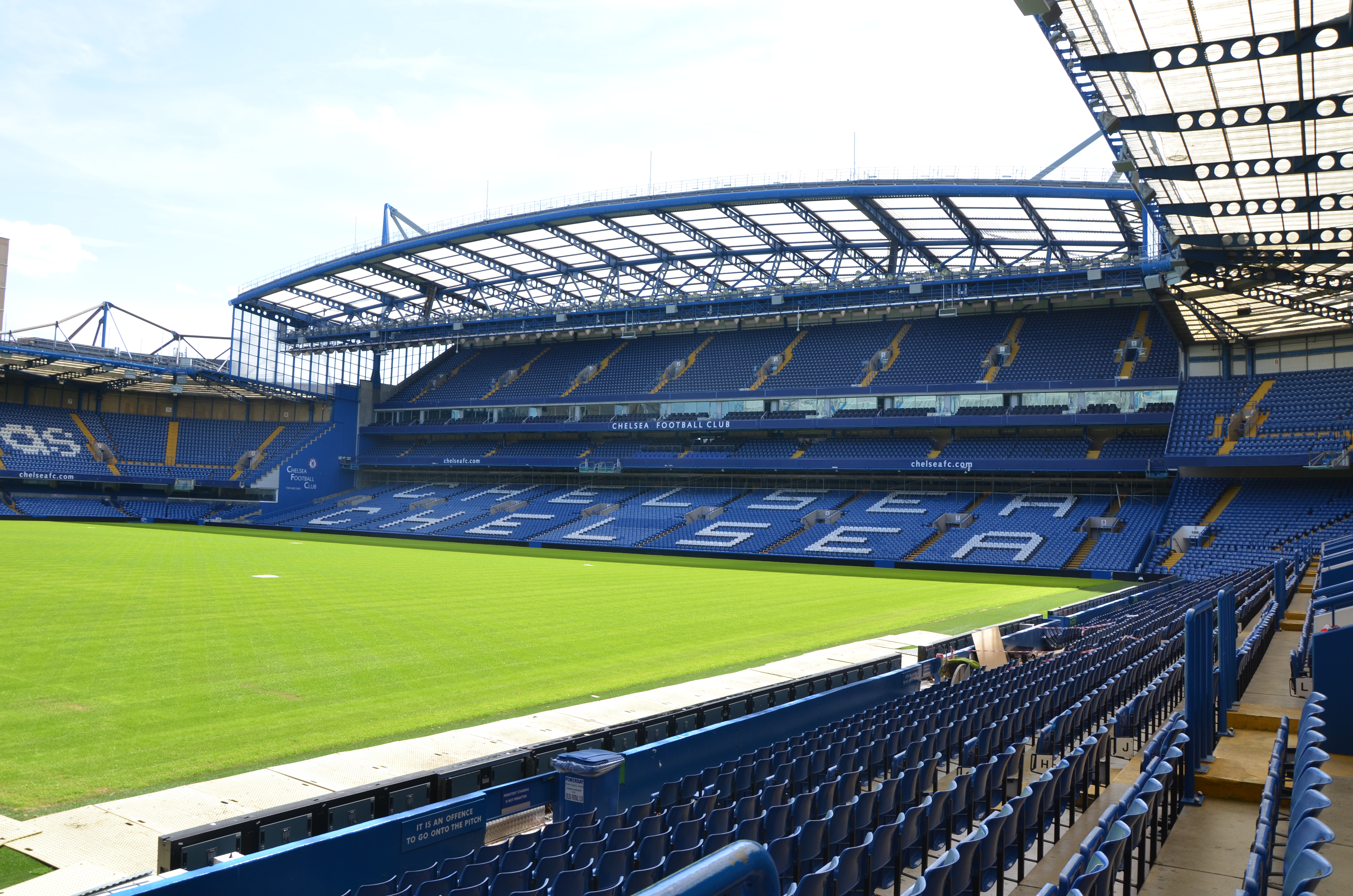
Stamford Bridge

| Propriétaire                    | Roman Abramovich                       |
| Président                       | Bruce Buck                             |
| Directions                      | Marina Granovskaia                     |
| Directions                      | Eugene Tenenbaum                       |
| Chef Exécutif                   | Guy Laurence                           |
| Secrétaire                      | David Barnard                          |
| Stade (capacités et dimensions) | Stamford Bridge (41,663/103x67 metres) |
| Centre d'entrainement           | Cobham Training Centre                 |

Source : Chelsea FC

## Effectif de la saison

### Joueurs prêtés
Le tableau suivant liste les joueurs en prêt pour la saison 2017-2018.
| N°    | P. | Nat.                        | Nom                | Date de naissance   | Sélection          | Club en prêt        |
| ----- | -- | --------------------------- | ------------------ | ------------------- | ------------------ | ------------------- |
| Ete   |    |                             |                    |                     |                    |                     |
| —     | G  | Drapeau de l'Angleterre     | Nathan Baxter      | 08/11/1998 (26 ans) | –                  | Woking FC           |
| —     | G  | Drapeau de l'Angleterre     | Bradley Collins    | 18/02/1997 (28 ans) | –                  | Forest Green Rovers |
| —     | G  | Drapeau de l'Angleterre     | Jared Thompson     | 23/02/1999 (26 ans) | Angleterre U18     | Chippenham town     |
| —     | G  | Drapeau de l'Angleterre     | Jamal Blackman     | 27/10/1993 (31 ans) | Angleterre U19     | Sheffield United    |
| —     | D  | Drapeau de l'Angleterre     | Fankaty Dabo       | 11/10/1995 (29 ans) | Angleterre U20     | Vitesse Arnhem      |
| —     | D  | Drapeau de l'Angleterre     | Todd Kane          | 17/09/1993 (31 ans) | Angleterre U19     | FC Groningue        |
| —     | D  | Drapeau du Nigeria          | Ola Aina           | 08/10/1996 (28 ans) | Nigeria            | Hull City           |
| —     | D  | Drapeau de l'Angleterre     | Jay Dasilva        | 22/04/1998 (26 ans) | Angleterre U19     | Charlton Athletic   |
| —     | D  | Drapeau de la France        | Kurt Zouma         | 27/10/1994 (30 ans) | France             | Stoke City          |
| —     | D  | Drapeau de la Tchéquie      | Tomáš Kalas        | 15/05/1993 (31 ans) | Tchéquie           | Fulham FC           |
| —     | D  | Drapeau de la Jamaïque      | Michael Hector     | 19/07/1992 (32 ans) | Jamaïque           | Hull City           |
| —     | D  | Drapeau des États-Unis      | Matt Miazga        | 19/07/1995 (29 ans) | États-Unis         | Vitesse Arnhem      |
| —     | D  | Drapeau du Nigeria          | Kenneth Omeruo     | 17/10/1993 (31 ans) | Nigeria            | Kasımpaşa           |
| —     | D  | Drapeau de l'Angleterre     | Fikayo Tomori      | 19/12/1997 (27 ans) | Angleterre espoirs | Hull City           |
| —     | M  | Drapeau de la Serbie        | Danilo Pantić      | 26/10/1996 (28 ans) | Serbie espoirs     | Partizan Belgrade   |
| —     | M  | Drapeau de l'Angleterre     | Kasey Palmer       | 09/11/1996 (28 ans) | Angleterre espoirs | Huddersfield Town   |
| —     | M  | Drapeau de l'Équateur       | Josimar Quintero   | 03/02/1997 (28 ans) | Équateur U20       | FK Rostov           |
| —     | M  | Drapeau de l'Angleterre     | Charlie Colkett    | 04/09/1996 (28 ans) | Angleterre U20     | Vitesse Arnhem      |
| —     | M  | Drapeau de l'Angleterre     | Ruben Loftus-Cheek | 23/01/1996 (29 ans) | Angleterre espoirs | Crystal Palace      |
| —     | M  | Drapeau du Brésil           | Lucas Piazon       | 20/01/1994 (31 ans) | Bresil U20         | Fulham FC           |
| —     | M  | Drapeau des Pays-Bas        | Marco van Ginkel   | 01/12/1992 (32 ans) | Pays-Bas           | PSV Eindhoven       |
| —     | M  | Drapeau de l'Angleterre     | Mason Mount        | 10/01/1999 (26 ans) | Angleterre U19     | Vitesse Arnhem      |
| —     | M  | Drapeau de la Côte d'Ivoire | Victorien Angban   | 29/09/1996 (28 ans) | Côte d'Ivoire      | Waasland-Beveren    |
| —     | M  | Drapeau de la Croatie       | Mario Pašalić      | 09/02/1995 (30 ans) | Croatie            | Spartak Moscou      |
| —     | M  | Drapeau de l'Angleterre     | Lewis Baker        | 25/04/1995 (29 ans) | Angleterre espoirs | Middlesbrough       |
| —     | M  | Drapeau de la Côte d'Ivoire | Jérémie Boga       | 03/01/1997 (28 ans) | Côte d'Ivoire      | Birmingham City     |
| —     | M  | Drapeau de l'Angleterre     | Jordan Houghton    | 09/11/1995 (29 ans) | Angleterre U20     | Doncaster Rovers    |
| —     | M  | Drapeau du Brésil           | Nathan             | 13/03/1996 (29 ans) | Brésil U20         | Belenenses          |
| —     | A  | Drapeau de l'Angleterre     | Tammy Abraham      | 02/10/1997 (27 ans) | Angleterre espoirs | Swansea City        |
| —     | A  | Drapeau de l'Angleterre     | Ike Ugbo           | 21/09/1998 (26 ans) | Angleterre U20     | Barnsley FC         |
| —     | A  | Drapeau de l'Angleterre     | Isaiah Brown       | 07/01/1997 (28 ans) | Angleterre U20     | Brighton & Hove     |
| —     | A  | Drapeau de l'Angleterre     | Charlie Wakefield  | 10/04/1998 (26 ans) | –                  | Stevenage FC        |
| —     | A  | Drapeau de la Colombie      | João Rodriguez     | 12/05/1996 (28 ans) | Colombie U20       | Tampico Madero      |
| Hiver |    |                             |                    |                     |                    |                     |
| —     | G  | Drapeau de l'Angleterre     | Mitchell Beeney    | 03/10/1995 (29 ans) | –                  | Sligo Rovers        |
| —     | D  | Drapeau de l'Angleterre     | Jake Clarke-Salter | 22/09/1997 (27 ans) | –                  | Sunderland AFC      |
| —     | D  | Drapeau du Ghana            | Baba Rahman        | 02/07/1994 (30 ans) | Ghana              | Schalke 04          |
| —     | D  | Drapeau de l'Angleterre     | Todd Kane          | 17/09/1993 (31 ans) | Angleterre U19     | Oxford United       |
| —     | M  | Drapeau de l'Équateur       | Josimar Quintero   | 03/02/1997 (28 ans) | Équateur U20       | Betis Deportivo     |
| —     | M  | Drapeau du Brésil           | Nathan             | 13/03/1996 (29 ans) | Brésil U20         | Belenenses          |
| —     | M  | Drapeau du Brésil           | Kenedy             | 08/02/1996 (29 ans) | –                  | Newcastle United    |
| —     | M  | Drapeau de la Belgique      | Charly Musonda     | 15/10/1996 (28 ans) | –                  | Celtic FC           |
| —     | M  | Drapeau de l'Angleterre     | Kasey Palmer       | 09/11/1996 (28 ans) | Angleterre espoirs | Derby County        |
| —     | A  | Drapeau de l'Angleterre     | Ike Ugbo           | 21/09/1998 (26 ans) | Angleterre U20     | Milton Keynes Dons  |
| —     | A  | Drapeau de la Belgique      | Michy Batshuayi    | 02/10/1993 (31 ans) | Belgique           | Borussia Dortmund   |

## Transferts
| Nom                         | Nationalité        | Poste          | Transfert           | Période         | Provenance/Destination | Division                          |
| --------------------------- | ------------------ | -------------- | ------------------- | --------------- | ---------------------- | --------------------------------- |
| Arrivées                    |                    |                |                     |                 |                        |                                   |
| Équipe première             |                    |                |                     |                 |                        |                                   |
| Willy Caballero             | Argentine          | Gardien de but | Transfert (Libre)   | Mercato d'été   | Manchester City        | Premier League                    |
| Antonio Rüdiger             | Allemagne          | Défenseur      | Transfert (35 M€)   | Mercato d'été   | AS Rome                | Serie A                           |
| Tiémoué Bakayoko            | France             | Milieu         | Transfert (40 M€)   | Mercato d'été   | AS Monaco              | Ligue 1                           |
| Álvaro Morata               | Espagne            | Attaquant      | Transfert (66 M€)   | Mercato d'été   | Real Madrid            | LaLiga                            |
| Davide Zappacosta           | Italie             | Défenseur      | Transfert (25 M€)   | Mercato d'été   | Torino FC              | Série A                           |
| Danny Drinkwater            | Angleterre         | Milieu         | Transfert (37,9 M€) | Mercato d'été   | Leicester City         | Premier League                    |
| Ross Barkley                | Angleterre         | Milieu         | Transfert (16,8 M€) | Mercato d'hiver | Everton FC             | Premier League                    |
| Emerson                     | Italie             | Défenseur      | Transfert (20 M€)   | Mercato d'hiver | AS Rome                | Serie A                           |
| Olivier Giroud              | France             | Attaquant      | Transfert (17 M€)   | Mercato d'hiver | Arsenal FC             | Premier League                    |
| Développement et Académie   |                    |                |                     |                 |                        |                                   |
| Karlo Žiger                 | Croatie            | Gardien de but | Montant inconnu     | Mercato d'été   | NK Zagreb              | Prva HNL                          |
| Nicolas Tié                 | Côte d'Ivoire      | Gardien de but | Montant inconnu     | Mercato d'été   | Stade poitevin FC      | National 3                        |
| Billy Gilmour               | Écosse             | Milieu         | Transfert (1,7 M€)  | Mercato d'été   | Rangers FC             | Scottish Premiership              |
| Daishawn Redan              | Pays-Bas           | Attaquant      | Transfert (Libre)   | Mercato d'été   | Ajax Amsterdam         | Eredivisie                        |
| Ethan Ampadu                | Pays de Galles     | Milieu         | Transfert (Libre)   | Mercato d'été   | Exeter City            | EFL League Two                    |
| Adebambo Akinjogbin         | Angleterre         | Défenseur      | Transfert (Libre)   | Mercato d'été   | Abbey Rangers          | Combined Counties Football League |
| Renedi Masampu              | Angleterre         | Défenseur      | Transfert (Libre)   | Mercato d'été   | Metropolitan Police    | Southern Football League          |
| Tushaun Walters             | Angleterre         | Défenseur      | Transfert (Libre)   | Mercato d'été   | Abbey Rangers          | Combined Counties Football League |
| Kylian Hazard               | Belgique           | Milieu         | Montant inconnu     | Mercato d'été   | Újpest FC              | OTP Bank Liga                     |
| Dépenses totales : 259,4 M€ |                    |                |                     |                 |                        |                                   |
| Départs                     |                    |                |                     |                 |                        |                                   |
| Asmir Begović               | Bosnie-Herzégovine | Gardien de but | Transfert (11,5 M€) | Mercato d'été   | AFC Bournemouth        | Premier League                    |
| Dominic Solanke             | Angleterre         | Attaquant      | Transfert (Libre)   | Mercato d'été   | Liverpool FC           | Premier League                    |
| Juan Cuadrado               | Colombie           | Attaquant      | Transfert (20 M€)   | Mercato d'été   | Juventus               | Serie A                           |
| Christian Atsu              | Ghana              | Attaquant      | Transfert (7,5 M€)  | Mercato d'été   | Newcastle United       | Premier League                    |
| Alex Kiwomya                | Angleterre         | Attaquant      | Transfert (Libre)   | Mercato d'été   | Doncaster Rovers       | EFL League One                    |
| Bertrand Traoré             | Burkina Faso       | Attaquant      | Transfert (10 M€)   | Mercato d'été   | Olympique lyonnais     | Ligue 1                           |
| Nathan Aké                  | Pays-Bas           | Défenseur      | Transfert (22,8 M€) | Mercato d'été   | AFC Bournemouth        | Premier League                    |
| Cristian Cuevas             | Chili              | Défenseur      | Montant inconnu     | Mercato d'été   | CD Huachipato          | Campeonato Nacional               |
| John Terry                  | Angleterre         | Défenseur      | Transfert (Libre)   | Mercato d'été   | Aston Villa            | Championship                      |
| Nathaniel Chalobah          | Angleterre         | Milieu         | Transfert (6,3 M€)  | Mercato d'été   | Watford                | Premier League                    |
| Mukhtar Ali                 | Arabie saoudite    | Milieu         | Transfert (500 K€)  | Mercato d'été   | Vitesse Arnhem         | Eredivisie                        |
| Nemanja Matić               | Serbie             | Milieu         | Transfert (44,7 M€) | Mercato d'été   | Manchester United      | Premier League                    |
| Tika Musonda                | Belgique           | Milieu         | Transfert (Libre)   | Mercato d'été   | UE Llagostera          | Segunda División                  |
| Kyle Jameson                | Angleterre         | Défenseur      | Montant inconnu     | Mercato d'été   | West Bromwich Albion   | Premier League                    |
| Malakai Hinckson-Mars       | Angleterre         | Attaquant      | Montant inconnu     | Mercato d'été   | Barnet FC              | EFL League Two                    |
| Loïc Rémy                   | France             | Attaquant      | Transfert (Libre)   | Mercato d'été   | UD Las Palmas          | LaLiga                            |
| Alex Davey                  | Écosse             | Défenseur      | Transfert (Libre)   | Mercato d'été   | Cheltenham Town        | EFL League Two                    |
| Diego Costa                 | Espagne            | Attaquant      | Transfert (60 M€)   | Mercato d'hiver | Atlético Madrid        | LaLiga                            |
| Adebambo Akinjogbin         | Angleterre         | Attaquant      | Transfert (Libre)   | Mercato d'hiver | Wingate & Finchley     | Isthmian League                   |
| Ali Suljić                  | Suède              | Défenseur      | Transfert (Libre)   | Mercato d'hiver | BK Häcken              | Allsvenskan                       |
| Miro Muheim                 | Suisse             | Défenseur      | Transfert (Libre)   | Mercato d'hiver | FC Saint-Gall          | Super League suisse               |
| Recettes totales : 183,3 M€ |                    |                |                     |                 |                        |                                   |

## Nouveaux contrats
| Nom                   | Nationalité        | Position       | Durée contrat | Fin contrat |
| --------------------- | ------------------ | -------------- | ------------- | ----------- |
| Kasey Palmer          | Angleterre         | Milieu         | 4 ans         | 2021        |
| Tammy Abraham         | Angleterre         | Attaquant      | 5 ans         | 2022        |
| Josimar Quintero      | Colombie           | Milieu         | 2 ans         | 2019        |
| Isaac Christie-Davies | Angleterre         | Milieu         | 1 ans         | 2018        |
| Cole Dasilva          | Pays de Galles     | Défenseur      | 1 ans         | 2018        |
| Ali Suljic            | Suède              | Défenseur      | 1 ans         | 2018        |
| Jake Clarke-Salter    | Angleterre         | Défenseur      | 4 ans         | 2021        |
| Lucas Piazon          | Brésil             | Attaquant      | 2 ans         | 2019        |
| Marco van Ginkel      | Pays-Bas           | Milieu         | 3 ans         | 2020        |
| Ike Ugbo              | Angleterre         | Attaquant      | 4 ans         | 2021        |
| Jay Dasilva           | Angleterre         | Défenseur      | 4 ans         | 2021        |
| Kurt Zouma            | France             | Défenseur      | 6 ans         | 2023        |
| Mason Mount           | Angleterre         | Milieu         | 4 ans         | 2021        |
| Izzy Brown            | Angleterre         | Milieu         | 4 ans         | 2021        |
| Tomáš Kalas           | République tchèque | Défenseur      | 4 ans         | 2021        |
| Jamal Blackman        | Angleterre         | Gardien de but | 4 ans         | 2021        |
| Mario Pašalić         | Croatie            | Milieu         | 4 ans         | 2021        |
| Jacob Maddox          | Angleterre         | Milieu         | 4 ans         | 2021        |
| Lewis Baker           | Angleterre         | Milieu         | 5 ans         | 2022        |
| Charlie Wakefield     | Angleterre         | Défenseur      | 2 ans         | 2019        |
| Kenneth Omeruo        | Nigeria            | Défenseur      | 3 ans         | 2020        |
| Jérémie Boga          | Côte d'Ivoire      | Attaquant      | 3 ans         | 2020        |
| George McEachran      | Angleterre         | Milieu         | 2 ans         | 2019        |
| Marc Guehi            | Angleterre         | Défenseur      | 3 ans         | 2020        |
| Ethan Ampadu          | Pays de Galles     | Milieu         | 3 ans         | 2020        |
| Tariq Lamptey         | Angleterre         | Défenseur      | 3 ans         | 2020        |
| Jon Russell           | Angleterre         | Défenseur      | 3 ans         | 2020        |
| Jared Thompson        | Angleterre         | Gardien de but | 2 ans         | 2019        |
| Jack Wakely           | Angleterre         | Défenseur      | 3 ans         | 2020        |
| Callum Hudson-Odoi    | Angleterre         | Attaquant      | 2 ans         | 2019        |
| Dujon Sterling        | Angleterre         | Défenseur      | 5 ans         | 2022        |
| Charly Musonda        | Belgique           | Milieu         | 5 ans         | 2022        |
| Nathan Baxter         | Angleterre         | Gardien de but | 3 ans         | 2020        |
| Andreas Christensen   | Danemark           | Défenseur      | 5 ans         | 2022        |
| Trevoh Chalobah       | Angleterre         | Défenseur      | 4 ans         | 2021        |
| Josh Grant            | Angleterre         | Défenseur      | 1 ans         | 2019        |
| Richard Nartey        | Angleterre         | Défenseur      | 1 ans         | 2019        |

## Maillots
Equipementier : Nike / Sponsor : Yokohama Tyres (milieu), Alliance Tyres (manches)

### Maillots joueurs
Le maillot domicile, extérieur et third pour la saison 2017-2018 :
| Domicile | Domicile alt. | Domicile 2018-19 | Extérieur | Extérieur alt. | Third |

| Domicile | Domicile alt. | Domicile 2018-19 | Extérieur | Extérieur alt. | Third |

### Maillots gardiens
| 1re Tenue | 2e Tenue | 3e Tenue | Tenue 2018-19 |

| 1re Tenue | 2e Tenue | 3e Tenue | Tenue 2018-19 |

## Préparation d'avant-saison

### Match de préparation
Le 16 mars 2017, on a annoncé que Chelsea jouera à Arsenal FC au Beijing National Stadium en Chine avant l'International Champions Cup 2017. Avant de se rendre en Chine, Chelsea a joué un match amical à huis clos contre ses rivaux locaux Fulham FC qu'ils ont remporté par un score convaincant de 8 - 2.

### International Champions Cup
Le 16 mars 2017, le calendrier pour l'International Champions Cup 2017 a été annoncé. Chelsea jouera au Bayern Munich et Inter Milan pour le premier voyage du club à Singapour,.
| Rang | Équipe        | Pts | J | V | Vt | Dt | D | BP | BC | Diff. |
| ---- | ------------- | --- | - | - | -- | -- | - | -- | -- | ----- |
| 1    | Inter Milan   | 6   | 2 | 2 | 0  | 0  | 0 | 4  | 1  | +3    |
| 2    | Bayern Munich | 3   | 2 | 1 | 0  | 0  | 1 | 3  | 4  | -1    |
| 3    | Chelsea       | 0   | 2 | 0 | 0  | 0  | 2 | 3  | 5  | -2    |

* L'Inter Milan remporte l'édition singapourienne.

## Compétitions
| Community Shield                 | Premier League     | FA Cup                                     | EFL Cup                                         | Ligue des Champions                                      |
| -------------------------------- | ------------------ | ------------------------------------------ | ----------------------------------------------- | -------------------------------------------------------- |
| Finale contre Arsenal FC (1 - 1) | 5e place 70 points | Vainqueur contre Manchester United (1 - 0) | Demi-finale contre Arsenal FC (0 - 0) - (3 - 2) | Huitième de finale contre FC Barcelone (1 - 1) - (3 - 0) |
| 0V 1N 0D                         | 21V 7N 10D         | 5V 2N 0D                                   | 3V 1N 1D                                        | 3V 3N 2D                                                 |
| TOTAL: 32V 14N 13D               |                    |                                            |                                                 |                                                          |

### Community Shield
Les détails pour le Community Shield 2017 ont été annoncés le 15 juin 2017.

### Premier League

#### Classement actuel
| Rang | Équipe            | Pts | J  | G  | N  | P  | Bp | Bc | Diff | Qualification ou relégation                                             |
| ---- | ----------------- | --- | -- | -- | -- | -- | -- | -- | ---- | ----------------------------------------------------------------------- |
| 3    | Tottenham Hotspur | 77  | 38 | 23 | 8  | 7  | 74 | 36 | +38  | Qualification pour la phase de groupes de la Ligue des champions        |
| 4    | Liverpool FC      | 75  | 38 | 21 | 12 | 5  | 84 | 38 | +46  | Qualification pour la phase de groupes de la Ligue des champions        |
| 5    | Chelsea FC T C    | 70  | 38 | 21 | 7  | 10 | 62 | 38 | +24  | Qualification pour la phase de groupes de la Ligue Europa               |
| 6    | Arsenal FC S      | 63  | 38 | 19 | 6  | 13 | 74 | 51 | +23  | Qualification pour la phase de groupes de la Ligue Europa               |
| 7    | Burnley FC        | 54  | 38 | 14 | 12 | 12 | 36 | 39 | −3   | Qualification pour le deuxième tour de qualification de la Ligue Europa |

#### Évolution du classement et des résultats
| Journée   | 01  | 02  | 03 | 04 | 05 | 06 | 07 | 08 | 09 | 10 | 11 | 12 | 13 | 14 | 15 | 16 | 17 | 18 | 19 | 20 | 21 | 22 | 23 | 24 | 25 | 26 | 27 | 28 | 29 | 30 | 31 | 32 | 33 | 34 | 35 | 36 | 37 | 38 |
| --------- | --- | --- | -- | -- | -- | -- | -- | -- | -- | -- | -- | -- | -- | -- | -- | -- | -- | -- | -- | -- | -- | -- | -- | -- | -- | -- | -- | -- | -- | -- | -- | -- | -- | -- | -- | -- | -- | -- |
| Terrain   | D   | E   | D  | E  | D  | E  | D  | E  | D  | E  | D  | E  | E  | D  | D  | E  | E  | D  | E  | D  | D  | E  | D  | E  | D  | E  | D  | E  | E  | D  | E  | D  | D  | E  | D  | E  | D  | E  |
| Résultats | D   | V   | V  | V  | N  | V  | D  | D  | V  | V  | V  | V  | N  | V  | V  | D  | V  | V  | N  | V  | V  | N  | N  | V  | D  | D  | V  | D  | D  | V  | D  | N  | V  | V  | V  | V  | N  | D  |
| Place     | 14e | 11e | 6e | 3e | 3e | 3e | 4e | 5e | 4e | 4e | 4e | 3e | 3e | 3e | 3e | 3e | 3e | 3e | 3e | 3e | 2e | 3e | 4e | 3e | 4e | 4e | 4e | 5e | 5e | 5e | 5e | 5e | 5e | 5e | 5e | 5e | 5e | 5e |

Terrain : D = Domicile ; E = Extérieur.
Résultat : D = Défaite ; N = Nul ; V = Victoire.

### EFL Cup
Chelsea est entré dans la compétition au troisième tour et a été tiré à domicile contre Nottingham Forest. Un autre match à domicile contre Everton a été confirmé pour le quatrième tour. Un troisième match à domicile a été tiré pour les Blues en accueillant Bournemouth en quart de finale.

### FA Cup
En FA Cup, Chelsea est entré au troisième tour et a été attiré à Norwich City.

### Ligue des Champions
Le 24 août 2017, les phases de groupes ont été confirmées pour Chelsea qui fera face à l'Atlético Madrid, la Roma et Qarabağ dans le groupe C. Le club a terminé deuxième des phases de groupes et a été tiré au sort contre Barcelone en huitièmes de finale.

#### Phase de Groupes
| Rang | Équipe          | Pts | J | G | N | P | Bp | Bc | Diff |  | Résultats (▼ dom., ► ext.) |     |     |     |     |
| ---- | --------------- | --- | - | - | - | - | -- | -- | ---- |  | -------------------------- | --- | --- | --- | --- |
| 1    | AS Rome         | 11  | 6 | 3 | 2 | 1 | 9  | 6  | +3   |  | AS Rome                    |     | 3-0 | 0-0 | 1-0 |
| 2    | Chelsea FC      | 11  | 6 | 3 | 2 | 1 | 16 | 8  | +8   |  | Chelsea FC                 | 3-3 |     | 1-1 | 6-0 |
| 3    | Atlético Madrid | 7   | 6 | 1 | 4 | 1 | 5  | 4  | +1   |  | Atlético Madrid            | 2-0 | 1-2 |     | 1-1 |
| 4    | Qarabağ FK      | 2   | 6 | 0 | 2 | 4 | 2  | 14 | -12  |  | Qarabağ FK                 | 1-2 | 0-4 | 0-0 |     |

## Statistiques

### Statistiques collectives
| Compétition         | Premier Match     | Dernier Match    | Débute au tour   | Termine            | Matches joués | Gagnés | Nuls | Perdus | Buts pour | Buts contre | Différence |
| ------------------- | ----------------- | ---------------- | ---------------- | ------------------ | ------------- | ------ | ---- | ------ | --------- | ----------- | ---------- |
| Community Shield    | 6 août 2017       | 6 août 2017      | Finale           | Défaite            | 1             | 0      | 1    | 0      | 1         | 1           | -1         |
| Premier League      | 12 août 2017      | 13 mai 2017      | 1re journée      | Cinquième          | 38            | 21     | 7    | 10     | 62        | 38          | +24        |
| EFL Cup             | 20 septembre 2017 | 24 janvier 2018  | 3e Tour          | Demi-Finale        | 5             | 3      | 1    | 1      | 10        | 5           | +5         |
| FA Cup              | 6 janvier 2018    | 19 mai 2018      | 3e Tour          | Vainqueur          | 7             | 5      | 2    | 0      | 13        | 2           | +11        |
| Ligue des Champions | 12 septembre 2017 | 5 septembre 2017 | Phase de groupes | Huitième de Finale | 8             | 3      | 3    | 2      | 17        | 12          | +5         |
| Total               | -                 | -                | -                | -                  | 59            | 32     | 15   | 13     | 103       | 58          | +45        |

### Statistiques individuelles

#### Discipline

##### Cartons Jaunes
| Numéro | Nationalité | Joueur      | Community Shield | Premier League | EFL Cup | FA Cup | Ligue des Champions | Total |
| ------ | ----------- | ----------- | ---------------- | -------------- | ------- | ------ | ------------------- | ----- |
| 1      |             | Morata      | 0                | 7              | 1       | 2      | 1                   | 11    |
| 2      |             | Alonso      | 1                | 6              | 0       | 0      | 1                   | 8     |
| 3      |             | Fàbregas    | 0                | 5              | 1       | 0      | 0                   | 6     |
| 3      |             | Rüdiger     | 0                | 4              | 1       | 0      | 1                   | 6     |
| 5      |             | Moses       | 0                | 3              | 1       | 1      | 0                   | 5     |
| 5      |             | Bakayoko    | 0                | 3              | 1       | 0      | 1                   | 5     |
| 7      |             | Willian     | 1                | 1              | 0       | 1      | 1                   | 4     |
| 7      |             | Luiz        | 0                | 2              | 0       | 1      | 1                   | 4     |
| 7      |             | Kanté       | 0                | 3              | 1       | 0      | 0                   | 4     |
| 10     |             | Hazard      | 0                | 2              | 1       | 0      | 0                   | 3     |
| 10     |             | Pedro       | 0                | 1              | 0       | 2      | 0                   | 3     |
| 10     |             | Courtois    | 0                | 2              | 0       | 1      | 0                   | 3     |
| 10     |             | Cahill      | 0                | 1              | 0       | 1      | 1                   | 3     |
| 15     |             | Azpilicueta | 1                | 1              | 0       | 0      | 0                   | 2     |
| 15     |             | Zappacosta  | 0                | 0              | 1       | 0      | 1                   | 2     |
| 17     |             | Ampadu      | 0                | 0              | 1       | 0      | 0                   | 1     |
| 17     |             | Giroud      | 0                | 0              | 0       | 0      | 1                   | 1     |
| 17     |             | Kyle Scott  | 0                | 0              | 0       | 1      | 0                   | 1     |
| Total  | Total       | Total       | 3                | 42             | 9       | 10     | 9                   | 73    |

##### Cartons Rouges
| Numéro | Nationalité | Joueur | Community Shield | Premier League | EFL Cup | FA Cup | Ligue des Champions | Total |
| ------ | ----------- | ------ | ---------------- | -------------- | ------- | ------ | ------------------- | ----- |
| 1      |             | Pedro  | 1                | 0              | 0       | 1      | 0                   | 2     |
| 2      |             | Cahill | 0                | 1              | 0       | 0      | 0                   | 1     |
| 2      |             | Luiz   | 0                | 1              | 0       | 0      | 0                   | 1     |
| 2      |             | Morata | 0                | 0              | 0       | 1      | 0                   | 1     |
| Total  | Total       | Total  | 1                | 2              | 0       | 2      | 0                   | 5     |

#### Buteurs
| Numéro      | Nationalité | Joueur            | Community Shield | Premier League | EFL Cup | FA Cup | Ligue des Champions | Total |
| ----------- | ----------- | ----------------- | ---------------- | -------------- | ------- | ------ | ------------------- | ----- |
| 1           |             | Eden Hazard       | 0                | 12             | 1       | 1      | 3                   | 17    |
| 2           |             | Álvaro Morata     | 0                | 11             | 1       | 2      | 1                   | 15    |
| 3           |             | Willian           | 0                | 6              | 2       | 2      | 3                   | 13    |
| 4           |             | Michy Batshuayi   | 0                | 2              | 3       | 3      | 2                   | 10    |
| 5           |             | Marcos Alonso     | 0                | 7              | 0       | 1      | 0                   | 8     |
| 6           |             | Pedro             | 0                | 4              | 0       | 2      | 1                   | 7     |
| 7           |             | Olivier Giroud    | 0                | 3              | 0       | 2      | 0                   | 5     |
| 8           |             | Victor Moses      | 1                | 3              | 0       | 0      | 0                   | 4     |
| 9           |             | Antonio Rüdiger   | 0                | 2              | 1       | 0      | 0                   | 3     |
| 9           |             | César Azpilicueta | 0                | 2              | 0       | 0      | 1                   | 3     |
| 9           |             | Cesc Fàbregas     | 0                | 2              | 0       | 0      | 1                   | 3     |
| 9           |             | Tiémoué Bakayoko  | 0                | 2              | 0       | 0      | 1                   | 3     |
| 13          |             | Davide Zappacosta | 0                | 1              | 0       | 0      | 1                   | 2     |
| 13          |             | David Luiz        | 0                | 1              | 0       | 0      | 1                   | 2     |
| 15          |             | Danny Drinkwater  | 0                | 1              | 0       | 0      | 0                   | 1     |
| 15          |             | Ngolo Kanté       | 0                | 1              | 0       | 0      | 0                   | 1     |
| 15          |             | Kenedy            | 0                | 0              | 1       | 0      | 0                   | 1     |
| 15          |             | Charly Musonda    | 0                | 0              | 1       | 0      | 0                   | 1     |
| Autres Buts | Autres Buts | Autres Buts       | 0                | 2              | 0       | 0      | 2                   | 4     |
| Total       | Total       | Total             | 1                | 62             | 13      | 10     | 17                  | 103   |

#### Passeurs
| Numéro | Nationalité | Joueur            | Community Shield | Premier League | EFL Cup | FA Cup | Ligue des Champions | Total |
| ------ | ----------- | ----------------- | ---------------- | -------------- | ------- | ------ | ------------------- | ----- |
| 1      |             | Eden Hazard       | 0                | 4              | 3       | 2      | 2                   | 11    |
| 2      |             | Willian           | 0                | 7              | 0       | 1      | 1                   | 9     |
| 2      |             | Cesc Fàbregas     | 0                | 4              | 3       | 1      | 1                   | 9     |
| 4      |             | César Azpilicueta | 0                | 6              | 0       | 1      | 0                   | 7     |
| 5      |             | Álvaro Morata     | 0                | 6              | 0       | 0      | 0                   | 6     |
| 6      |             | Pedro             | 0                | 2              | 1       | 0      | 2                   | 5     |
| 7      |             | Marcos Alonso     | 0                | 2              | 0       | 1      | 1                   | 4     |
| 8      |             | Tiémoué Bakayoko  | 0                | 2              | 0       | 0      | 1                   | 3     |
| 8      |             | Victor Moses      | 0                | 3              | 0       | 0      | 0                   | 3     |
| 8      |             | Olivier Giroud    | 0                | 1              | 0       | 2      | 0                   | 3     |
| 8      |             | Ngolo Kanté       | 0                | 1              | 0       | 1      | 1                   | 3     |
| 12     |             | Antonio Rüdiger   | 0                | 1              | 1       | 0      | 0                   | 2     |
| 12     |             | Emerson           | 0                | 1              | 0       | 1      | 0                   | 2     |
| 12     |             | Charly Musonda    | 0                | 1              | 1       | 0      | 0                   | 2     |
| 15     |             | Michy Batshuayi   | 0                | 1              | 0       | 0      | 0                   | 1     |
| 15     |             | Kenedy            | 0                | 0              | 0       | 1      | 0                   | 1     |
| 15     |             | Thibaut Courtois  | 0                | 0              | 0       | 0      | 1                   | 1     |
| Total  | Total       | Total             | 0                | 42             | 8       | 10     | 10                  | 70    |

#### Clean Sheets
| Rang  | Numéro | Joueur           | Community Shield | Premier League | EFL Cup | FA Cup | Ligue des Champions | Total |
| ----- | ------ | ---------------- | ---------------- | -------------- | ------- | ------ | ------------------- | ----- |
| 1     | 13     | Thibaut Courtois | 0                | 15             | 1       | 1      | 2                   | 19    |
| 2     | 1      | Willy Caballero  | 0                | 1              | 0       | 4      | 0                   | 5     |
| Total | Total  | Total            | 0                | 16             | 1       | 5      | 2                   | 24    |

## Récompenses

### Joueurs
| Numéro | Joueur        | Award                            | Mois      | Source  |
| ------ | ------------- | -------------------------------- | --------- | ------- |
| 22     | Willian       | Le but du mois en Premier League | Janvier   | [ 122 ] |
| 3      | Marcos Alonso | PFA Team of the Year             | 2017-2018 | [ 123 ] |